# Gateway Arch
Vous lisez un « bon article » labellisé en 2015.
Pour les articles homonymes, voir Arche.
La Gateway Arch (« arche passerelle »), Gateway to the West (« passerelle/porte de l'Ouest ») ou St. Louis Arch (« arche de Saint-Louis ») est située dans le centre-ville de Saint-Louis dans l'État du Missouri, aux États-Unis. Symbole de la ville, cette arche recouverte d'acier inoxydable mesure 192 mètres de hauteur, ce qui en fait le plus grand monument qui peut se visiter dans l'État, la plus grande arche du monde et le monument artificiel le plus haut du pays. Elle est consacrée à la conquête de l'Ouest, comme le mémorial dont elle fait partie.
L'arche est située sur la rive ouest du fleuve Mississippi, quelques kilomètres après sa confluence avec la rivière Missouri et presque sur un axe nord-sud, où la ville de Saint-Louis a été fondée en 1764. Elle a été conçue par l'architecte finno-américain Eero Saarinen, tandis que le Germano-Américain Hannskarl Bandel en est l'ingénieur structurel.
La construction, commencée le 12 février 1963 — après le décès de son concepteur —, est achevée le 28 octobre 1965. Le monument à lui seul a coûté plus de 13,4 millions de dollars à l'époque (soit près de 96 millions de dollars en 2013). Il a été ouvert partiellement au public le 10 juillet 1967 et inauguré officiellement le 25 mai 1968.

## Projet

### Création et premier financement (1933-1935)
Vers la fin de l'année 1933, l'avocat et responsable municipal Luther Ely Smith (en), de retour à Saint-Louis du George Rogers Clark National Historical Park de Vincennes dans l'Indiana, étudie les possibilités de développement du quartier de Saint-Louis jouxtant le Mississippi. Il imagine la construction d'un monument permettant à la fois de relancer l'attrait pour cette rive et de stimuler l'économie locale. Il confie son idée au maire Bernard F. Dickmann, qui, le 15 décembre 1933, fixe une réunion avec les autres responsables de la ville. Ils valident la proposition et l'association à but non lucratif Jefferson National Expansion Memorial Association (JNEMA) est formée. Smith est nommé vice-président et Dickmann président de celle-ci.

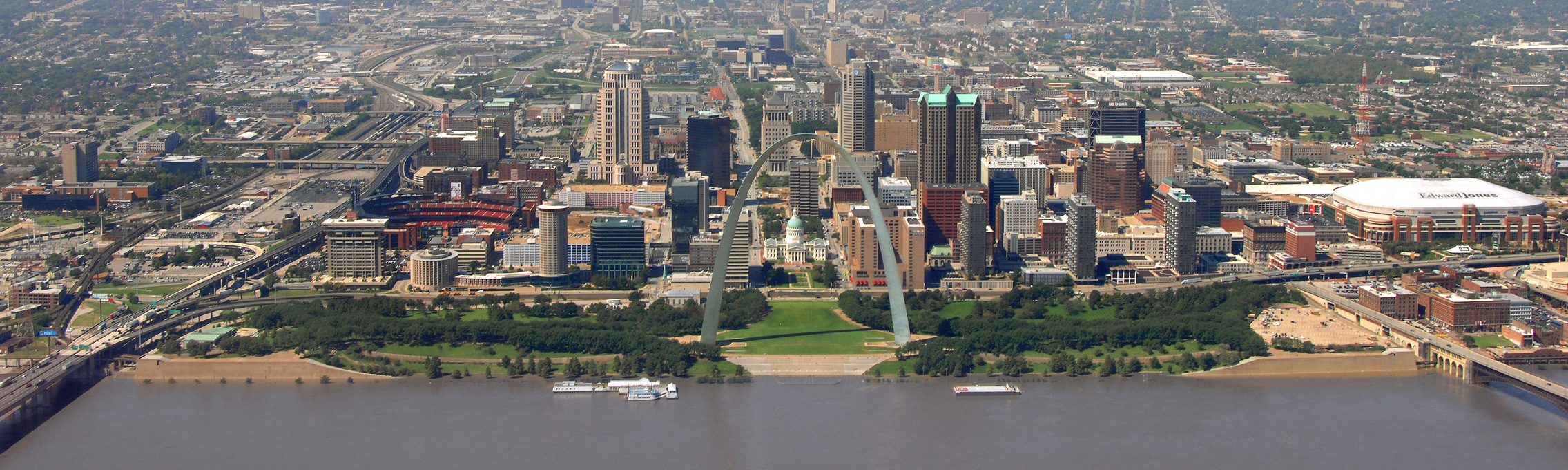
Panorama sur Saint-Louis depuis East St. Louis dans l'État voisin de l'Illinois. La Gateway Arch et le Jefferson National Expansion Memorial sont au premier plan.

Le but de l'association était de créer « un mémorial public convenable et permanent pour les hommes qui ont rendu possible l'expansion territoriale dans l'Ouest des États-Unis, en particulier le président Jefferson, ses aides Livingston et Monroe, les grands explorateurs Lewis et Clark, et les hardis chasseurs, trappeurs et pionniers qui ont contribué à l'expansion territoriale et au développement de ces États-Unis, et ainsi de porter devant le public des générations présentes et futures l'histoire de notre développement et de provoquer la familiarité avec les réalisations patriotiques de ces grands bâtisseurs de notre pays ».

Agglomération du Grand Saint-Louis : situation de la ville de Saint-Louis à l'extrémité orientale de l'État du Missouri et séparée de l'État de l'Illinois par le fleuve Mississippi.

De nombreux habitants n'approuvent pas le fait de puiser dans les fonds publics pour cette cause. SaLees Smith, la fille de Smith, raconte que lorsque « les gens lui disaient qu'ils avaient besoin de choses plus pratiques », il répondait que « les choses spirituelles » étaient tout aussi importantes. L'association s'attend à ce que 30 millions de dollars soient nécessaires pour entreprendre la construction d'un tel monument. Elle appelle donc le gouvernement fédéral à prendre en charge trois quarts de la facture (soit 22,5 millions de dollars).
La suggestion de raviver la rive du fleuve n'est pas inédite, mais les projets précédents manquaient de soutien populaire. L'idée du mémorial Jefferson émerge au milieu du désarroi économique de la Grande Dépression et fait la promesse de créations d'emplois : 5 000 emplois sur une période de trois à quatre ans. Les membres du comité commencent à sensibiliser le public en organisant des collectes de fonds. Ils engagent également des membres du Congrès dans leur campagne, mettent au point des budgets de planification et préparent des factures, en plus de lancer des recherches sur les propriétaires des terrains choisis de la Third Street à la voie ferrée. En janvier 1934, le sénateur Bennett Champ Clark et le député John J. Cochran transmettent au Congrès des États-Unis un accord pour le déblocage de 30 millions de dollars pour le mémorial, mais cette requête échoue à obtenir un soutien en raison de l'importance de la somme. En mars de la même année, les résolutions communes proposent la création d'une commission fédérale pour développer le mémorial. Bien que les propositions visent uniquement son autorisation, elles rencontrent une opposition du fait du soupçon que la JNEMA puisse plus tard chercher à s'approprier cette commission. Le 28 mars, le projet du Sénat est ajourné et, le 5 avril, il est remis au House Library Committee qui émet plus tard un rapport favorable sur celui-ci. Le 8 juin, le projet est validé au Sénat et à la Chambre. Le 15 juin, le président Franklin Delano Roosevelt signe le projet de loi instituant l’United States Territorial Expansion Memorial Commission. La commission comprend quinze membres choisis par le président, la Chambre, le Sénat et la JNEMA. Elle s'est réunie le 19 décembre à Saint-Louis où ses membres examinent le projet et son emplacement prévu.
Pendant ce temps, en décembre, la JNEMA discute de l'organisation d'un concours d'architecture pour concevoir le monument. L'architecte local Louis LeBeaume élabore des lignes directrices pour un lancement de ce dernier en janvier 1935. Le 13 avril 1935, la Commission valide les propositions de projet de la JNEMA, y compris les périmètres du mémorial, l'« importance historique » du mémorial, le concours et le budget de 30 millions de dollars. Entre février et avril, l'Assemblée générale du Missouri adopte une loi permettant l'utilisation d'obligations pour faciliter le projet. Le 15 avril, le gouverneur Guy Brasfield Park signe la loi. Dickmann et Smith demandent le financement de deux nouvelles agences fédérales créées à la suite du « New Deal » : la Public Works Administration (PWA) dirigée par Harold LeClair Ickes et la Work Projects Administration (WPA) dirigée par Harry Hopkins. Le 7 août, à la fois Ickes et Hopkins consentent à la demande de financement, chacun promettant 10 millions de dollars et déclarant que le National Park Service (NPS) gérerait le mémorial. Le 10 septembre est adoptée la création de bons obligataires locaux pour 7,5 millions de dollars afin d'aider au développement du mémorial,.
Le 21 décembre, le président Roosevelt signe le décret présidentiel 7253 approuvant le mémorial et l'allocation de la zone de 82 hectares afin qu'il devienne le premier site historique national,. Le décret affecte également 3,3 millions de dollars via la WPA et 3,45 millions de dollars à travers la PWA, soit un total de 6,75 millions de dollars. La motivation du projet est double : la commémoration de l'expansion territoriale vers l'ouest et la création d'emplois. Certains contribuables commencent alors à intenter des poursuites pour empêcher la création du monument, qu'ils considèrent comme un gâchis financier.

### Acquisition foncière, opposition, démolition et premières négociations sur les voies ferrées (1936-1939)

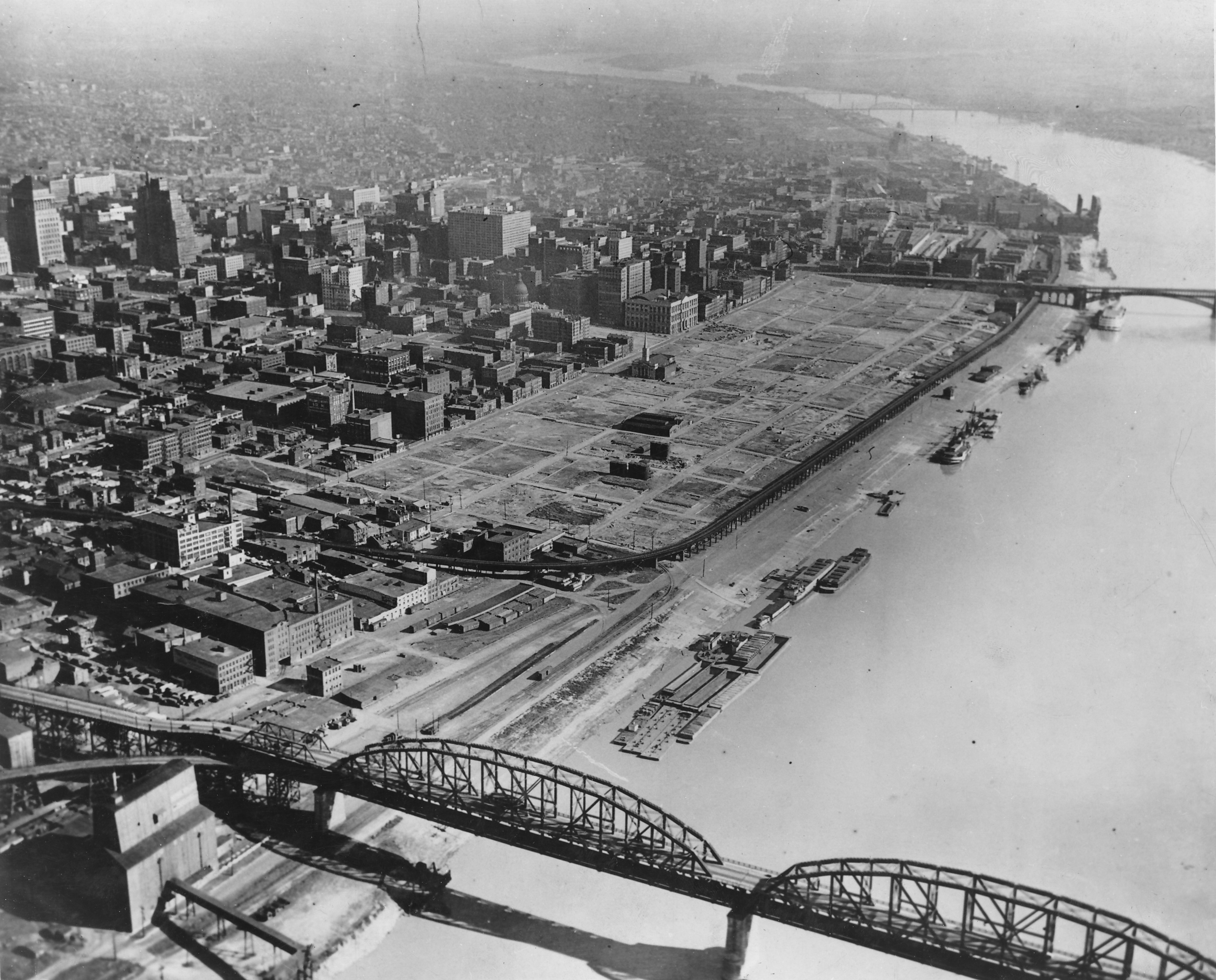
Rive du Mississippi à Saint-Louis après démolition de la zone cible (vers 1942).

Avec l'utilisation de la subvention de 1935 de 6,75 millions de dollars et les obligations de la ville de 2,25 millions de dollars, le NPS acquiert les bâtiments situés sur le site, à travers l'expropriation plutôt que le rachat classique, afin de les faire démolir. En septembre 1938, le processus d'expropriation est complet. La légalité de ce dernier fait l'objet de nombreux procès qui se terminent le 27 janvier 1939 lorsque la Cour d'appel fédérale des États-Unis juge que ce processus est bien valide. Au 14 juin, ce sont 6,2 millions de dollars qui sont distribués aux propriétaires fonciers. La démolition commence le 10 octobre 1939 lorsque Dickmann extrait symboliquement trois briques d'un entrepôt vide.
Dirigés par Paul Peters, les adversaires du monument livrent aux membres du Congrès à Washington un dépliant intitulé Public Necessity or Just Plain Pork (« Nécessité publique ou [juste] porc ordinaire »). L'avocat de la JNEMA, Bon Geaslin, constate que paradoxalement les tracts n'entachent le projet et motivent même des membres du Congrès à se renseigner sur ce projet. Bien que le représentant John Cochran souhaite demander au Congrès d'approuver une enveloppe supplémentaire de fonds, Geaslin estime préférable que l'association fasse « profil bas en conservant son [budget] actuel au cours de cette session du Congrès ». Il conseille à l'association de « faire un éditorial solide dans l'un des journaux [pour expliquer] qu'un petit groupe […] sollicite des fonds [pour lutter contre] l'amélioration proposée en précisant que ces efforts ne représentent pas le consensus de l'opinion à Saint-Louis […] et en rappelant que ces obstacles devraient être condamnés ».
La réduction des dépenses du Congrès rend impossible l'obtention des fonds alloués. Le NPS y répond en expliquant que la ville allait également réduire son financement si le gouvernement fédéral le faisait. Il avance également que les fonds sont validés par un décret présidentiel, mais le surintendant John Nagle reste prudent sur ce point : ce « qu'un décret présidentiel fait, un autre peut le défaire ». En mars 1936, le député Cochran déclare lors d'une réunion à l'Assemblée qu'il « ne voterait pas pour toute mesure prévoyant la construction du mémorial ou allouant des fonds pour cela ». Geaslin estime que ces déclarations vont être pénalisantes pour le projet en renforçant l'opposition de Paul Peters, tout en étant un mauvais signe pour le Congrès qui pourrait considérer les opinions de Cochran comme représentatives de l'opinion publique.
Peters et d'autres contestataires demandent à Roosevelt d'annuler le décret présidentiel 7253 et de réallouer l'argent à la Croix-Rouge américaine. Smith conteste ces motivations et les accuse d'être « opposés à tout ce qui est avancé en faveur de la ville ». Dans The Nation en février 1936, un éditorial écrit par Paul W. Ward dénonce le projet. Smith est furieux, craignant l'impact de cette attaque provenant d'un magazine prestigieux et veut contre-attaquer. William Allen White (en), un rédacteur d'un journal de renom, lui conseille alors de ne pas s'inquiéter.
Parce que le fleuve Mississippi joue un rôle essentiel dans l'établissement de l'identité de Saint-Louis en tant que « passerelle vers l'ouest », une commémoration se devait d'être près du cours d'eau. Des voies ferrées construites dans les années 1930 sur la digue obstruent la vue de la rive depuis la zone du mémorial. Lorsque Ickes explique que ces voies ferrées doivent être retirées avant qu'il alloue des fonds pour le mémorial, le président de la Commission de la fonction publique de Saint-Louis Baxter Brown suggère « qu'un nouveau tunnel […] cachant les voies […] et l'élévation du terrain au-dessus ce de dernier […] [permettrait] d'éliminer les rails surélevés et d'ouvrir la vue sur le fleuve ». Bien que l'architecte du NPS Charles Peterson rejette cette idée, la proposition de Brown sert de base pour l'accord final.

### Concours architectural (1945-1948)
En novembre 1944, Smith échange avec Newton B. Drury, le directeur du National Park Service, sur la conception du mémorial, affirmant que celui-ci doit être « transcendant dans ses valeurs spirituelles et esthétiques », représentées au mieux par un « élément central : une colonne, un bâtiment, une arche, ou autre chose qui symboliserait la culture et la civilisation américaines ».
L'idée d'un concours d'architecture pour déterminer la conception du mémorial naît lors de la réunion inaugurale du JNEMA. Des liquidités pour le prix pour la meilleure conception sont prévues. En janvier 1945, le JNEMA annonce officiellement un concours de design en deux étapes dont l'organisation coûte 225 000 dollars. Smith et le JNEMA parviennent difficilement à réunir les fonds, recueillant seulement un tiers du total requis en juin 1945. Le maire d'alors Aloys P. Kaufmann craint que le manque de soutien public ne conduise les fonctionnaires à abandonner le projet. Après une année sans plus de succès, Smith réalise une hypothèque pour le reste des 40 000 dollars en mai 1946. En juin, d'autres personnes prennent en charge des parties de la souscription de Smith, laissant 17 000 dollars à sa charge. En février 1947, Smith est totalement soulagé de son hypothèque et le fonds s'élève alors à 231 199 dollars.

L'architecte local Louis LaBeaume prépare un ensemble de spécifications pour la conception et l'architecte George Howe est désigné pour coordonner le concours ; celui-ci est officiellement ouvert le 30 mai 1947. Les sept membres du jury qui juge les conceptions sont Charles Nagel Jr. (en), Richard Neutra, Roland Wank, William Wurster, Louis LaBeaume, Fiske Kimball et S. Herbert Hare. Le concours comprend deux étapes : la première pour présélectionner cinq propositions et la seconde pour choisir un seul architecte et son œuvre. Les spécifications sont précises mais laissent tout de même une certaine liberté aux artistes, et sont définies comme suit : 

« (a) un ou des monuments architecturaux en l'honneur de Thomas Jefferson, (b) gérer la préservation du site du vieux Saint-Louis — aménagement paysager, une zone de feux de camp en plein air, […] reproduction de quelques vieilles demeures typiques, mise en place d'un musée d'interprétation sur la conquête de l'Ouest ; (c) un mémorial pour « la vision de plus grandes possibilités pour les hommes de toutes les races et de toutes croyances » de Jefferson ; (d) des installations récréatives, des deux côtés du fleuve, et (e) des places de parking, des facilités d'accès, la relocalisation des voies ferrées, la mise en place d'une voie rapide […]. »

L'équipe de l'architecte Eero Saarinen comprend : lui-même en tant que concepteur, J. Henderson Barr en tant que concepteur associé et Dan Kiley comme architecte paysagiste, ainsi que Lilian Swann Saarinen comme sculpteur et Alexander Girard comme peintre. Dans la première étape de la compétition, Carl Milles conseille à Saarinen de modifier les bases de chaque jambe de son arche pour qu'elles soient triangulaires plutôt que carrées. Saarinen explique qu'il « a travaillé d'abord avec des formes géométriques, mais qu'il a ajusté à vue d'œil ». Lors de la soumission au concours, les plans de Saarinen sont ceux d'une arche de 155 mètres de haut et 180 mètres de large d'un centre à l'autre des bases triangulaires.

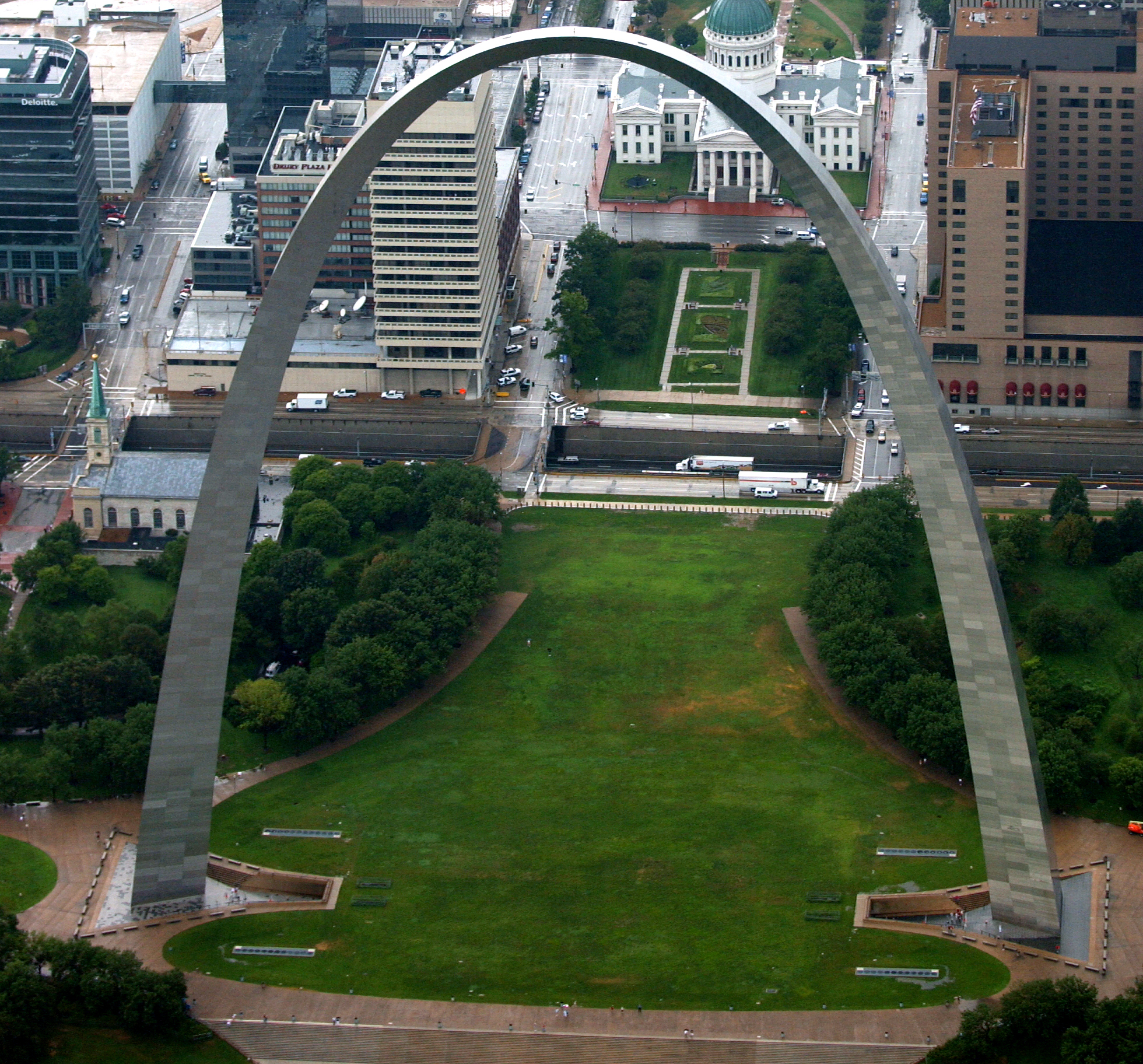
Vue aérienne de l'arche (2006).

Le 1er septembre 1947, les soumissions pour la première phase sont reçues par le jury. Elles sont identifiées uniquement par des numéros et les noms des créateurs sont gardés secrets. Après quatre jours de délibération, le jury décline 167 des 172 demandes, dont celle d'Eliel Saarinen, le père d'Eero. Les numéros des cinq finalistes sont annoncés aux médias le 27 septembre. La conception de Saarinen (no 144) est parmi les finalistes, les observations du jury étant les suivantes : « pertinent, beau, inspiré serait peut-être le mot juste » (Wank) et « une forme abstraite particulièrement heureuse dans son symbolisme » (Nagel). Hare doute de la faisabilité de la conception, mais apprécie. Un des architectes de Saint-Louis, Harris Armstrong (en), est aussi l'un des finalistes. La secrétaire qui se charge des télégrammes informe les finalistes de leur présélection mais en envoie un par erreur à Eliel plutôt qu'à Eero. La famille Saarinen célèbre la réussite du père avec du champagne, et deux heures plus tard, un représentant du concours appelle pour corriger l'erreur. Eliel sabre du coup une seconde bouteille de champagne pour fêter la réussite de son fils.
Chaque finaliste remporte un prix de 10 000 dollars, et la deuxième partie du concours commence. Saarinen porte la hauteur de l'arche à 190 mètres, ce qui influe sur sa largeur. Il écrit que l'arche symbolise « la porte de l'Ouest, l'expansion nationale et ainsi de suite ». Il souhaite que le paysage environnant de l'arche soit « si densément couvert d'arbres qu'il sera comme une forêt, une retraite verte de la tension du centre-ville » selon la critique Aline Bernstein Louchheim du New York Times. La date limite pour la seconde étape est le 10 février 1948 et le 18, le jury choisit le projet de Saarinen à l'unanimité, louant son « expression profondément évocatrice et véritablement monumentale ». Le lendemain, pendant un dîner officiel au Statler Hotel (le Renaissance St. Louis Grand Hotel actuel), devant les finalistes et les médias, Wurster annonce la victoire de Saarinen et les prix de 50 000 dollars pour Saarinen et 40 000 dollars à son équipe. Le concours est l'occasion de la première conception architecturale majeure que Saarinen développe en son nom,, sans l'aide de son père.
Le 25 mai, l’United States Territorial Expansion Memorial Commission approuve la conception. Plus tard, en juin, le NPS approuve également la proposition. Le député H. R. Gross s'est toutefois opposé à l'attribution de fonds fédéraux pour le développement de l'arche.
Les commentaires sur la conception sont variés. Dans un article du New York Times du 29 février 1948, Louchheim salue la conception de l'arche comme « un monument moderne, […] beau et impressionnant ». Certains résidents de Saint-Louis l'assimilent à une « prodigieuse épingle à cheveux et un piquet en acier inoxydable ». La critique la plus agressive vient de Gilmore D. Clarke, qui le 26 février 1948, compare l'arche de Saarinen à une arche imaginée pour l'Expo Rome 1942 coordonnée par Marcello Piacentini, et annulée en raison de la guerre, faisant de celle-ci un symbole du fascisme. Cette allégation de plagiat enflamme les débats parmi les architectes qui se questionnent sur sa validité. Douglas Haskell de New York écrit que « l'utilisation d'une forme commune n'est pas un plagiat […] [cette] accusation particulière s'analyse [au pire] [notamment parce qu'elle provient] d'un homme haut placé de notre génération dans la profession d'architecte ». Wurster et le jury réfutent les accusations, affirmant que « la forme d'arche n'est pas fondamentalement fasciste, mais fait bel et bien partie de toute l'histoire de l'architecture ». Saarinen considère cette critique comme absurde, affirmant que « c'est juste ridicule de penser qu'une forme de base, fondée sur une forme tout à fait naturelle, devrait avoir un lien idéologique ».
En janvier 1951, Saarinen a déjà créé 21 dessins, « dont des profils de l'arche, des dessins à l'échelle des musées et des restaurants, plusieurs propositions de zones de stationnement, le rendu du tunnel de voies ferrées au pied de l'arche, les fondations de l'arche, la voie rapide et la structure interne et externe de l'arche ». Fred Severud (en) (Severud Associates) a quant à lui fait des calculs pour la structure de l'arche.

### Accord sur les voies ferrées (1949-1952)

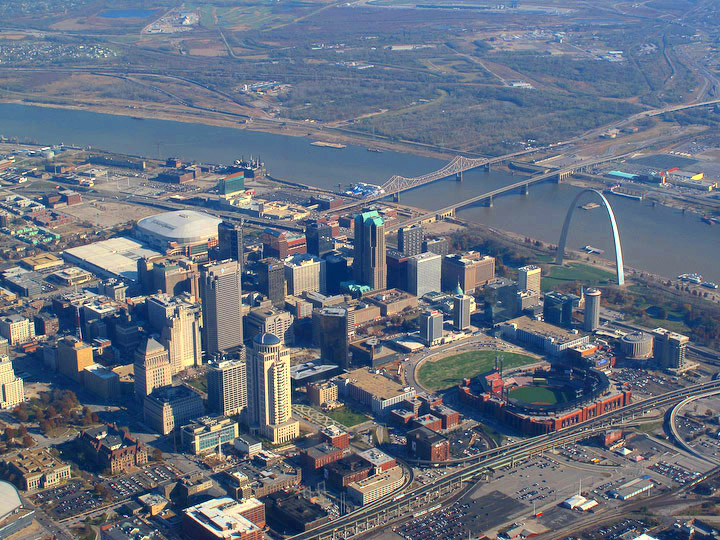
Vue aérienne de Downtown Saint-Louis (2011).

Plusieurs propositions sont faites pour le déplacement des voies ferrées, allant d'un tunnel qui traverse le site commémoratif en diagonale à un terminal mettant en valeur les voies. Saarinen soutient celle de l'ingénieur du NPS Julian Spotts faisant passer des tunnels sous les rues existantes (Second Street et First Street). Il s'oppose également aux propositions laissant des voies entre le projet d'arche et le fleuve.
Le 7 juillet 1949, dans le bureau du maire Joseph Darst, les responsables municipaux choisissent une autre des propositions qui est d'abaisser le niveau de la digue où se trouvent les voies existantes pour diminuer leur visibilité. Les membres de la JNEMA jugent la décision trop rapide et inopportune à un moment où Smith est en vacances. Darst avise le secrétaire à l'Intérieur Julius Albert Krug du choix de la ville. Krug prévoit de rencontrer Smith et la JNEMA mais annule la réunion et démissionne le 11 novembre. Son successeur, Oscar Littleton Chapman, reporte la réunion au 5 décembre à Washington, D.C. avec des délégués de la ville, la JNEMA et des responsables des chemins de fer et du gouvernement fédéral. Un jour après la réunion, ils ratifient un protocole d'entente : « Les cinq voies sur la digue seront remplacées par trois voies, l'une détenue par la Missouri Pacific Railroad et deux par le Terminal Railroad Association of St. Louis (en) (TRRA), progressant à travers un tunnel ne dépassant pas plus de 915 mètres de long. Le tunnel serait environ 15 mètres plus à l'ouest de la ligne existante ». Il aurait également une hauteur libre de 5,5 mètres, inférieure à l'exigence habituelle de 6,7 mètres. Chapman approuve le document le 22 décembre 1949, et la JNEMA recueille l'approbation de la Commission du service public du Missouri le août 1952.
Les efforts de collecte de fonds auprès du Congrès commencent en janvier 1950, mais sont retardés jusqu'en 1953 à cause d'une forte amputation du budget par la guerre de Corée.

### Modification de l'accord sur les voies ferrées et autorisation (1953-1958)
En août 1953, le secrétaire à l'Intérieur Fred Andrew Seaton déclare que le ministère de l'Intérieur et les chemins de fer devraient finaliser l'accord sur la nouvelle route. En octobre, le NPS et le TRRA décident que le TRRA va employer un arpenteur avec l'accord de Spotts pour « enquêter, concevoir, estimer et faire un rapport » sur les frais liés au déplacement des voies ferrées. Ils choisissent Alfred Benesch and Associates qui publie son rapport final le 3 mai 1957. L'entreprise estime que les deux propositions coûteraient plus que prévu : respectivement plus de 11 millions de dollars et 14 millions de dollars. Le directeur du NPS Conrad L. Wirth enjoint Saarinen de faire de petites modifications à sa conception. En octobre, Saarinen remanie les plans, suggérant : « [la] mise en place de cinq ensembles de voies ferrées dans un tunnel raccourci [un peu plus de] 30 mètres à l'ouest du pont à tréteaux, avec les voies abaissées de [un peu moins de] cinq mètres. Cela ne signifie pas que le monument serait coupé du fleuve, cependant, pour Saarinen [imagine] un tunnel […] pour être placé sur la voie ferrée où un « grand escalier » passe de la digue à l'arche. Aux extrémités nord et sud du parc, des tunnels [d'un peu plus de] 45 mètres couvrent les voies, et domine le musée, le restaurant et les escaliers jusqu'à la digue. Saarinen conçoit un centre d'accueil souterrain entre les jambes de l'arche pour y inclure deux salles et une entrée par des rampes inclinées vers l'intérieur [du monument] ».

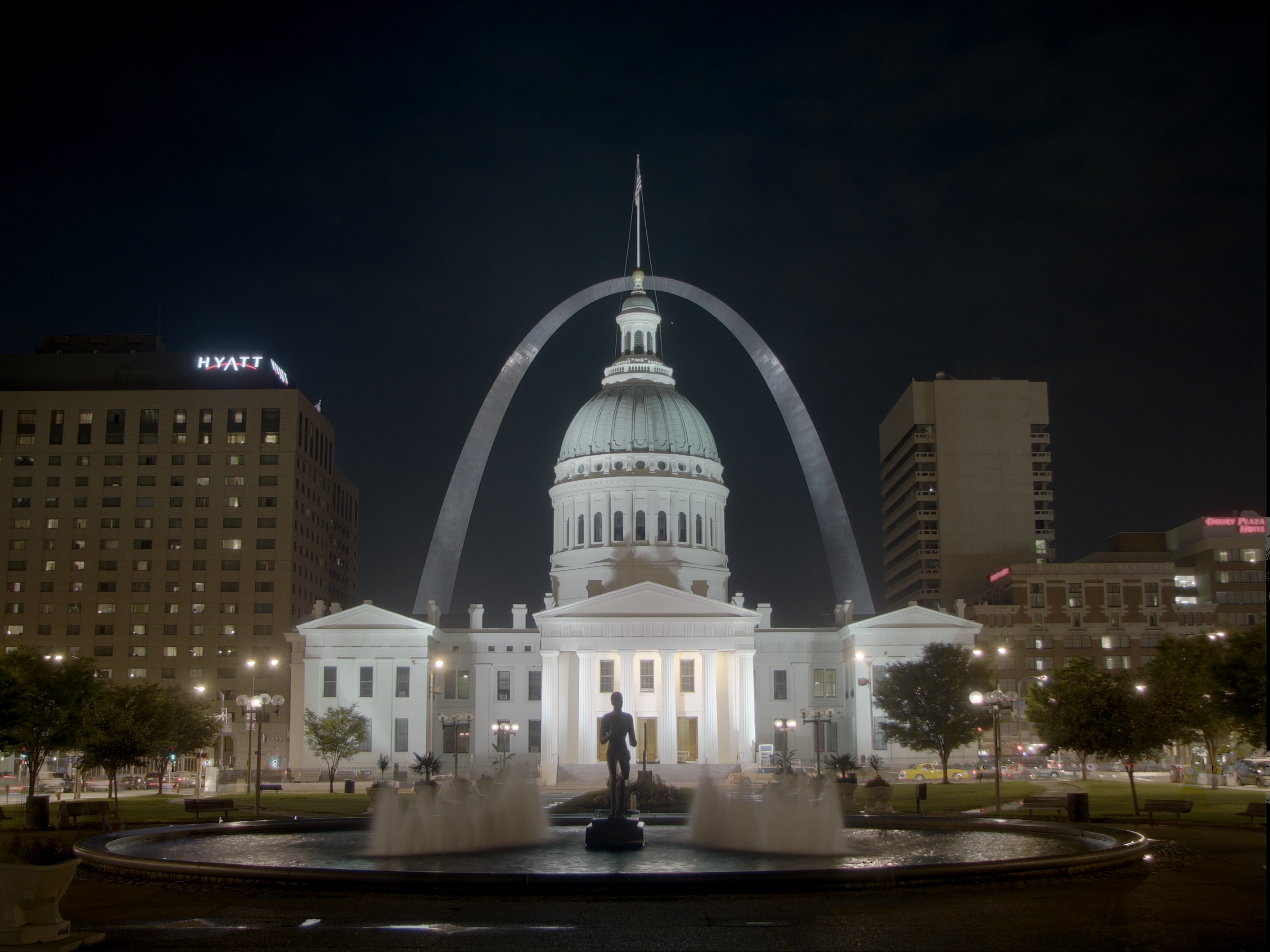
La Gateway Arch, de nuit, derrière l'Old Courthouse qui fait lui-même aussi partie du Jefferson National Expansion Memorial (2009).

Le 29 novembre, les parties prenantes signent un autre protocole d'entente approuvant la nouvelle proposition de Saarinen, la mise en œuvre coûte environ 5,053 millions de dollars. Le 10 mars 1959, le maire Raymond Tucker propose d'abandonner « l'idée du tunnel en faveur de voies couvertes de dalles de béton », qui coûterait 2,684 millions de dollars, soit 1,5 million de dollars de moins que le coût du plan précédemment approuvé. Le 12 mai 1958, Tucker, le président de la TRRA Armstrong Chinn et le président de la Missouri Pacific Railroad Russell Dearmont ont un accord écrit : « La TRRA placerait 500 000 dollars en dépôt pour le projet, et la ville [allait] vendre 980 000 dollars de ses obligations de 1935 à égaler la contribution fédérale ». Le directeur Wirth et le secrétaire Seaton approuvent le plan le 2 juin.
En juillet 1953, le député Leonor Sullivan introduit un projet de loi nommé « H.R. 6549 » qui autorise l'attribution de plus de 5 millions de dollars pour construire l'arche. Après de longues négociations, les deux chambres du Congrès approuvent le projet de loi en mai 1954 et le 18 mai 1954, le président Dwight D. Eisenhower signe ce dernier dans la « loi publique 361 ». Le Congrès ne parvient pas à réunir les fonds en 1955, donc le président de l'association William Crowdus doit demander aux fondations Rockefeller et Ford près de 10 millions de dollars. Les fondations rejettent cette demande parce que leurs statuts de fondations privées ne permettent pas le financement de monuments nationaux. En 1956, le Congrès accorde 2,64 millions de dollars pour les travaux de déplacement des voies ferrées. Le reste de l'enveloppe autorisée est demandé par six projets de loi du Congrès présentés le 1er juillet 1958, afin que la « loi publique 361 » soit révisée pour inclure le coût de l'ensemble du monument, augmentant les fonds fédéraux de 12,25 millions de dollars. Un mois plus tard, le ministère de l'Intérieur et le Bureau de la gestion et du budget approuvent le projet de loi. Dans la foulée, les deux chambres du Congrès adoptent à l'unanimité le projet de loi. Eisenhower signe la loi le 7 septembre. Le NPS ne demande pas de fonds supplémentaires, puisque les sommes déjà allouées permettent de lancer les travaux des voies ferrées.

### Zonage, début du déplacement des voies ferrées et expropriation (1959-1968)
Saarinen et les fonctionnaires de la ville collaborent pour délimiter les bâtiments de la zone près de l'arche. En avril 1959, le promoteur immobilier Lewis Kitchen décide de construire deux édifices de 40 étages en face de l'arche. En juillet, après que le projet eut été refusé pour son obstruction potentielle de la vue de l'arche, Kitchen tente de négocier de la question avec les fonctionnaires. Une décision est mise en suspens plusieurs mois car Saarinen n'a pas encore fixé définitivement la hauteur de l'arche, cependant projetée entre 180 et 190 mètres. En octobre, le maire Tucker et le directeur Wirth décident de limiter la hauteur des bâtiments en face de l'arche à environ 84 mètres (soit environ 27 étages) et la ville déclare que les plans de bâtiments en face de l'arche nécessiteraient son approbation préalable. Kitchen limite donc la hauteur de ses bâtiments, tandis que Saarinen relève celle de l'arche.

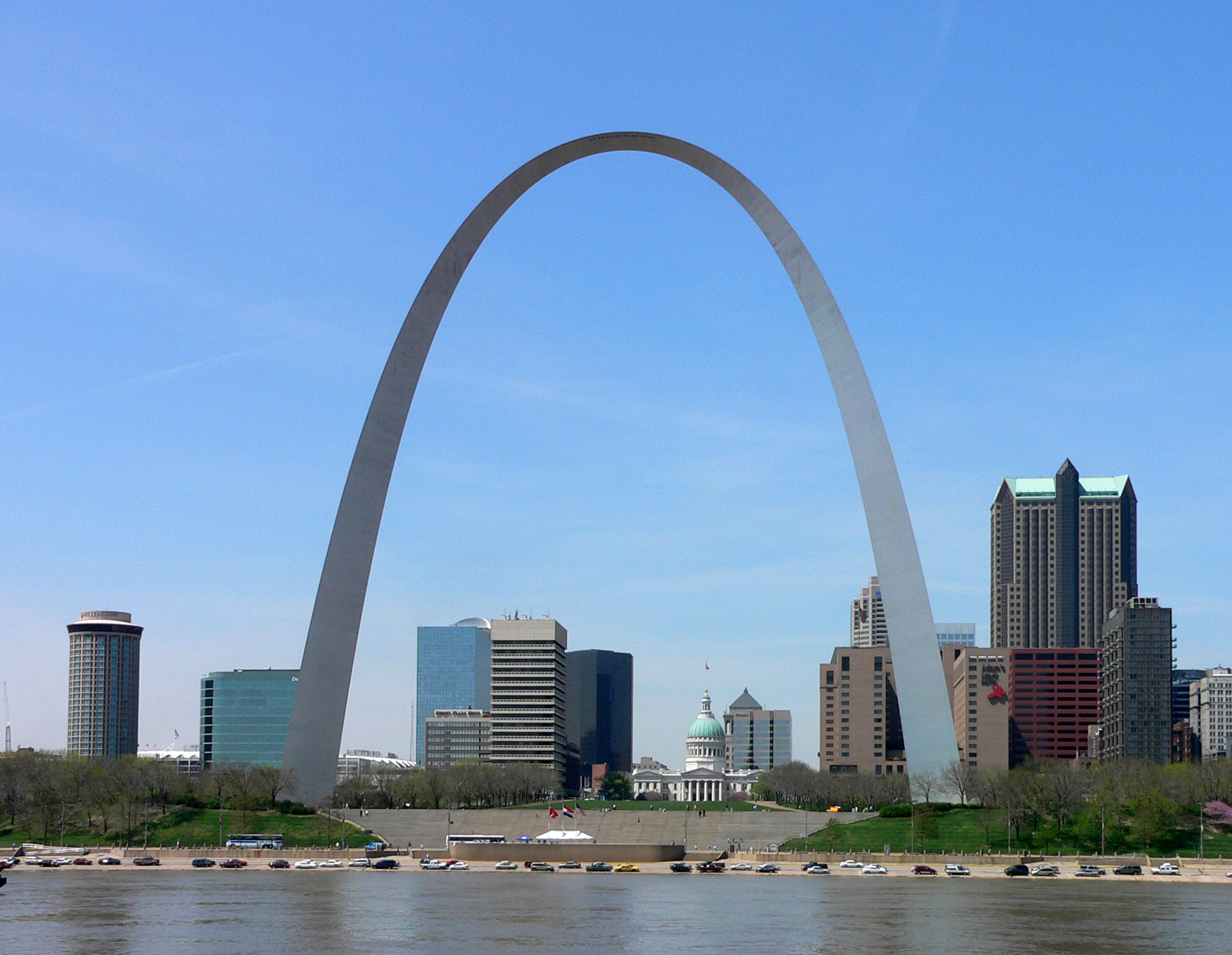
Vue de la Gateway Arch avec l'Old Courthouse visible entre les jambes de l'arche (2005).

Le déplacement des voies ferrées est la première étape du projet. Le 6 mai 1959, après une conférence officielle, la Commission du service public du Missouri lance un appel d'offres pour le tunnel. Huit offres pour les travaux sont reçues et examinées le 8 juin dans l'Old Courthouse et la MacDonald Construction Company, entreprise basée à Saint-Louis, remporte le contrat avec une offre de 2 426 115 dollars, soit moins que l'estimation du coût par le NPS. À 10 h 30 le 23 juin 1959, la cérémonie d'inauguration a lieu et Tucker bêche symboliquement le terrain. Wirth et Dickmann prononcent des discours pour l'événement.
Le NPS prend les 500 000 dollars en dépôt et les transfère à la MacDonald Construction Company pour commencer la construction. En août, la démolition de la Old Rock House est complet et les travailleurs commencent à creuser le tunnel. En novembre, ils façonnent les parois du tunnel avec du béton. 29 % de la construction est achevée en mars et 95 % en novembre. Le 17 novembre, les trains utilisent les nouvelles voies en avance sur la date prévue (juin 1962).
Le 16 mai 1959, l'United States Senate Appropriations Subcommittee on Interior, Environment, and Related Agencies reçoit de la municipalité de Saint-Louis une demande de fonds pour 2 491 100 dollars, dont il accorde seulement 133 000 dollars. Wirth recommande qu'ils réessayent d'obtenir les fonds en janvier 1960.
Le 10 mars 1959, le directeur régional Howard Baker reçoit 888 000 dollars comme la première subvention de la ville pour le projet. Le 1er décembre 1961, 23 003 150 dollars au total sont autorisés avec 19 657 483 dollars déjà trouvés et 3 345 667 dollars restant à obtenir.

## Construction
La date de l'appel d'offres pour la construction de l'arche est reportée du 20 décembre 1961 au 22 janvier 1962 afin de préciser les détails de celle-ci. Une cinquantaine d'entreprises s'étaient renseignées et reçoivent donc des invitations à ce dernier. Passant de 11 923 163 dollars à 12 765 078 dollars, l'appel d'offres décliné en quatre parties dépasse largement les prévisions initiales de 8 067 000 dollars. Wirth met en place un comité dirigé par George B. Hartzog, Jr. pour déterminer la validité des réponses en fonction des conditions du gouvernement. Après une réunion avec les entreprises répondant, le comité confirme la validité des soumissions et Wirth attribue le contrat à la proposition la plus basse, la MacDonald Construction Company. Cette dernière se charge donc de la construction de l'arche et du centre d'accueil des visiteurs. Le 14 mars 1962, il signe le contrat et reçoit la subvention de la ville pour la phase d'un montant de 2,5 millions de dollars. MacDonald réduit sa proposition de près de 500 000 dollars à 11 442 418 dollars. La Pittsburgh-Des Moines Steel Company sert de sous-traitant pour l'ossature métallique de l'arche.
En 1959, le chantier est symboliquement ouvert par une cérémonie, et en 1961, la fondation de la structure est lancée. La construction de l'arche en elle-même commence le 12 février 1963, lorsque le premier morceau triangulaire d'acier est mis en place sur la jambe sud du monument. Ces triangles d'acier, qui sont de forme de moins en moins large à mesure qu'ils sont destinés vers le sommet de l'arche, sont soulevés à l'aide d'un groupe de grues et de derricks. L'arche est composée de 142 sections préfabriquées d'environ 3,7 mètres en acier inoxydable. Une fois en place, chaque section a son contour à double paroi remplie de béton précontraint avec 252 bars de tension. Afin de garder les jambes partiellement constituées stables, un ensemble de soutènements temporaires en treillis est placé entre elles à environ 160 mètres de haut. L'ensemble de la construction du monument est prévu pour être terminé à l'automne 1964 pour la date du bicentenaire de la fondation de Saint-Louis.
L'entreprise MacDonald Construction Co. met en place une tour de 9,1 mètres pour les spectateurs et fournit des explications enregistrées sur la construction. En 1963, un million de visiteurs est déjà allé à observer l'avancée du chantier et en 1964 les stations de radio locales commencent à signaler les moments où des phases clés arrivent, comme lorsque des sections d'acier doivent être soulevées pour leur mise en place.

### Retards et poursuites judiciaires

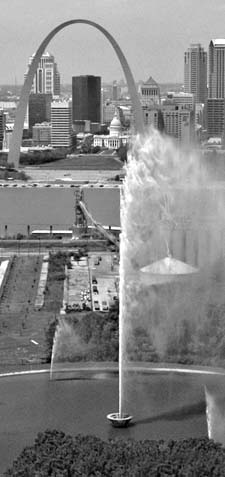
Le Gateway Geyser d'East St. Louis dans l'Illinois se trouvant dans la prolongation de l'arche (2005).

Même si un cabinet d'actuaires prédit que treize ouvriers allaient mourir pendant la construction de l'arche, aucun travailleur n'est tué. Cependant, la construction est souvent retardée par des contrôles de sécurité, des incertitudes sur le financement et des litiges judiciaires.
Des militants des droits civiques considèrent la construction de l'arche comme un signe de discrimination raciale puisque, si des Afro-Américains travaillent sur le chantier, aucun n'est un ouvrier qualifié. Le 14 juillet 1964, au cours de l'heure du déjeuner des travailleurs, les manifestants pour les droits civils Percy Green et Richard Daly, tous deux membres du Congress of Racial Equality, grimpent jusqu'à 38 mètres sur la jambe nord de l'arche pour « dénoncer le fait que des fonds fédéraux aient été utilisés pour construire un monument national qui constituait une discrimination raciale contre les entrepreneurs et les travailleurs noirs qualifiés ». Les deux militants, tout en ne voulant pas descendre, sont secondés par des manifestants au sol qui exigent qu'au moins 10 % des emplois qualifiés reviennent à des Afro-Américains. Quatre heures plus tard, Green et Daly redescendent de l'arche et font face à des accusations de « violation de propriété privée, trouble de jouissance et rébellion [à l'arrestation] ». Cet incident incite notamment le département de la Justice des États-Unis à déposer le 4 février 1966 une requête contre l'American Federation of Labour - Congress of Industrial Organisations (AFL-CIO) en vertu de la section VII du Civil Rights Act de 1964, avant que le département de la Justice ne lève plus tard les charges.
En 1964, la Pittsburgh-Des Moines Steel Company de Warren en Pennsylvanie poursuit la MacDonald Construction Co. pour 665 317 dollars liés à des problèmes fiscaux. En 1965, le NPS demande que la Pittsburgh-Des Moines Steel Company retire les lettres « PDM » (ses initiales) d'un derrick utilisé pour la construction, affirmant que cette écriture est promotionnelle et viole le droit fédéral en ce qui concerne la publicité sur les monuments nationaux. Bien que la Pittsburgh-Des Moines Steel Company refuse dans un premier temps, elle cède après avoir découvert que laisser cet affichage coûterait 225 000 dollars d'office puis 42 000 dollars par mois. Le NPS abandonne par la suite son procès qui n'a plus lieu d'être.
Le 26 octobre 1965, l'International Association of Ironworkers retarde la construction pour s'assurer que l'arche sera bien sécurisée. Après que le directeur du NPS Kenneth Chapman donne sa parole sur le fait que les conditions de travail soient « parfaitement [sûres] », les travaux reprennent le 27 octobre. Après la découverte de seize défauts, le tramway est également retardé. La Bi-State Development Agency évalue les pertes à 2 000 dollars pour chaque jour où ces trains sont restés à l'arrêt.
Le 7 janvier 1966, les membres de l'AFL-CIO désertent leur travail sur le centre d'accueil des visiteurs, refusant de travailler avec des plombiers affiliés avec le Congress of Industrial Unions (CIU) qui représentait des plombiers noirs. Un représentant de l'AFL-CIO déclare : « Cette politique n'a rien à voir avec la [couleur]. Notre expérience est que ces membres du CIU ont travaillé dans le passé pour des salaires inférieurs aux normes ». Le CIU demande au National Labor Relations Board (NLRB) pour une injonction qui obligea les travailleurs affiliés à l'AFL-CIO de reprendre le travail. Le 7 février, le juge John Keating Regan statue que les travailleurs de l'AFL-CIO participent dans les faits à un boycott secondaire (en). Le 11 février, l'AFL-CIO demande la reprise du travail sur l'arche et un entrepreneur lié à l'AFL-CIO déclare que dix Afro-Américains sont apprentis sur la construction de l'arche. L'arrêt de travail dure un mois. Compte tenu du fait que les grands projets fédéraux « se détraquent » souvent, le Secrétaire à la Guerre Newton D. Baker déclare « ce mémorial sera comme une cathédrale ; construit lentement mais sûrement ».

### Bouquet final et inauguration
Le président des États-Unis Lyndon B. Johnson et le maire de Saint-Louis Alfonso J. Cervantes décident d'une date pour la cérémonie du bouquet final, mais l'arche n'est pas terminée à la date. La date de la cérémonie est donc remise au 17 octobre 1965 et les travailleurs sont tenus de respecter le délai, en augmentant leur temps de présence, mais d'ici le 17 octobre, l'arche n'est pas encore achevée. Le responsable de la cérémonie prévoit alors qu'elle aura lieu le 30 octobre, un samedi, pour permettre aux 1 500 élèves dont les signatures devaient être placées dans une capsule temporelle, de participer. Finalement, la Pittsburgh-Des Moines Steel fixe la date de la cérémonie au 28 octobre 1965.

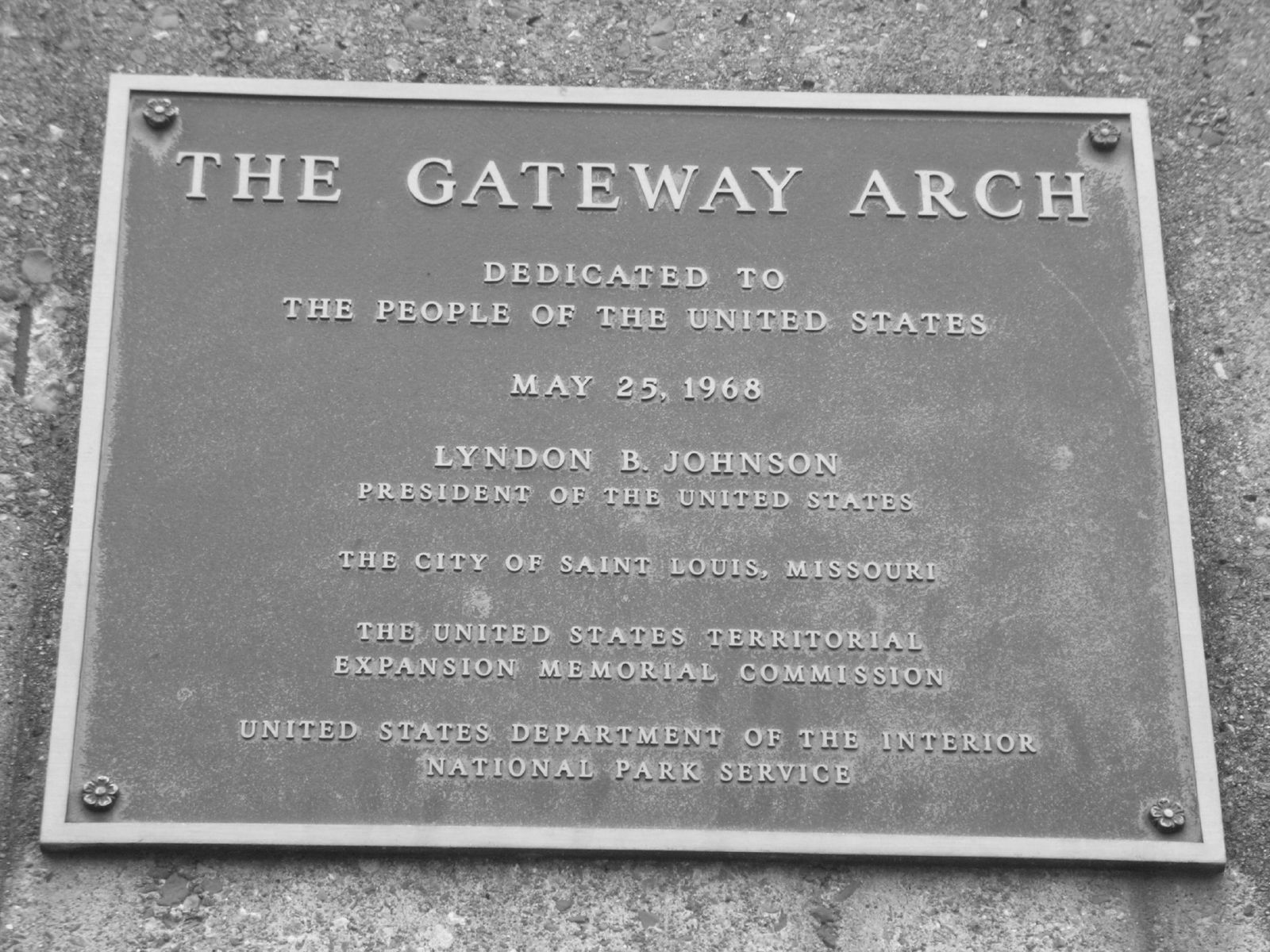
Plaque commémorative rappelant l'inauguration de l'arche.

La capsule temporelle contenant les signatures de 762 000 élèves et étudiants, est soudée dans la clé de voûte avant sa pose qui précède la toute dernière section. Le 28 octobre 1965, la clé de voûte est prête à être placée et le vice-président Hubert Humphrey observe la cérémonie depuis un hélicoptère. Un prêtre catholique et un rabbin prient sur la clé de voûte, un morceau triangulaire de 9,1 tonnes et de 2,4 mètres de long. Elle est prévue pour être insérée à 10 h, heure locale, mais cela est fait 30 minutes plus tôt parce que la dilatation thermique avait resserré l'écart d'environ 2,6 mètres de 13 centimètres. Pour atténuer ce risque, les travailleurs utilisent des tuyaux d'incendie pour pulvériser de l'eau sur la surface de la jambe sud afin de la refroidir. La clé de voûte est insérée en 13 minutes, alors qu'il ne reste que seulement 15 centimètres de marge. Pour la dernière section, un vérin hydraulique doit séparer les jambes d'environ 1,8 mètre. Elle est placée avec seulement 76 centimètres de marge. À 12 h, la clé de voûte est fixée.
La Gateway Arch est prévue pour ouvrir au public en 1964 mais en 1967 l'agence de relations publiques arrête d'établir une prévision de la date d'ouverture. Le centre d'accueil des visiteurs ouvre le 10 juin 1967 et le tramway commence à fonctionner le 24 juillet.
L'arche est inaugurée par Humphrey le 25 mai 1968. Il déclare que l'arche est « une courbe planant dans le ciel qui relie le riche patrimoine d'hier à l'avenir plus riche de demain » et apporte un « nouvel objectif » et un « nouveau sentiment d'urgence pour effacer tous les bidonvilles ». « Tout ce qui est de mauvaise qualité, ce qui est laid, ce qui est fait de déchets, ce qui est faux, sera [pris en compte] et condamné » par rapport à la Gateway Arch. Environ 250 000 personnes sont attendues, mais la pluie fait annuler les activités de plein air. La cérémonie doit alors être transférée dans le centre d'accueil des visiteurs.
Finalement, le monument en lui seul a coûté plus de 13,4 millions de dollars à l'époque , soit près de 96 millions de dollars en 2013.

### Bilan
Le projet n'a pas fourni les 5 000 emplois prévus : à juin 1964, le nombre de travailleurs étaient de moins de 100. Le projet incite cependant à faire d'autres efforts de restauration le long du fleuve, pour un montant total de 150 millions de dollars. Les projets de construction comptent le Busch Memorial Stadium, un stade de 55 000 sièges, un motel de 400 chambres, un hôtel de 24 étages, quatre zones de stationnement et un complexe d'appartements. L'idée d'un parc d'attractions de la Walt Disney Company qui comprenait des « attractions en bateau […] » est un temps considérée mais abandonnée. Les personnes à l'origine du projet espèrent utiliser l'arche comme un « catalyseur commercial », attirant des visiteurs qui auraient recours à leurs services. Une estimation permit de constater que depuis les années 1960, l'arche a incité près de 503 millions de dollars de constructions.

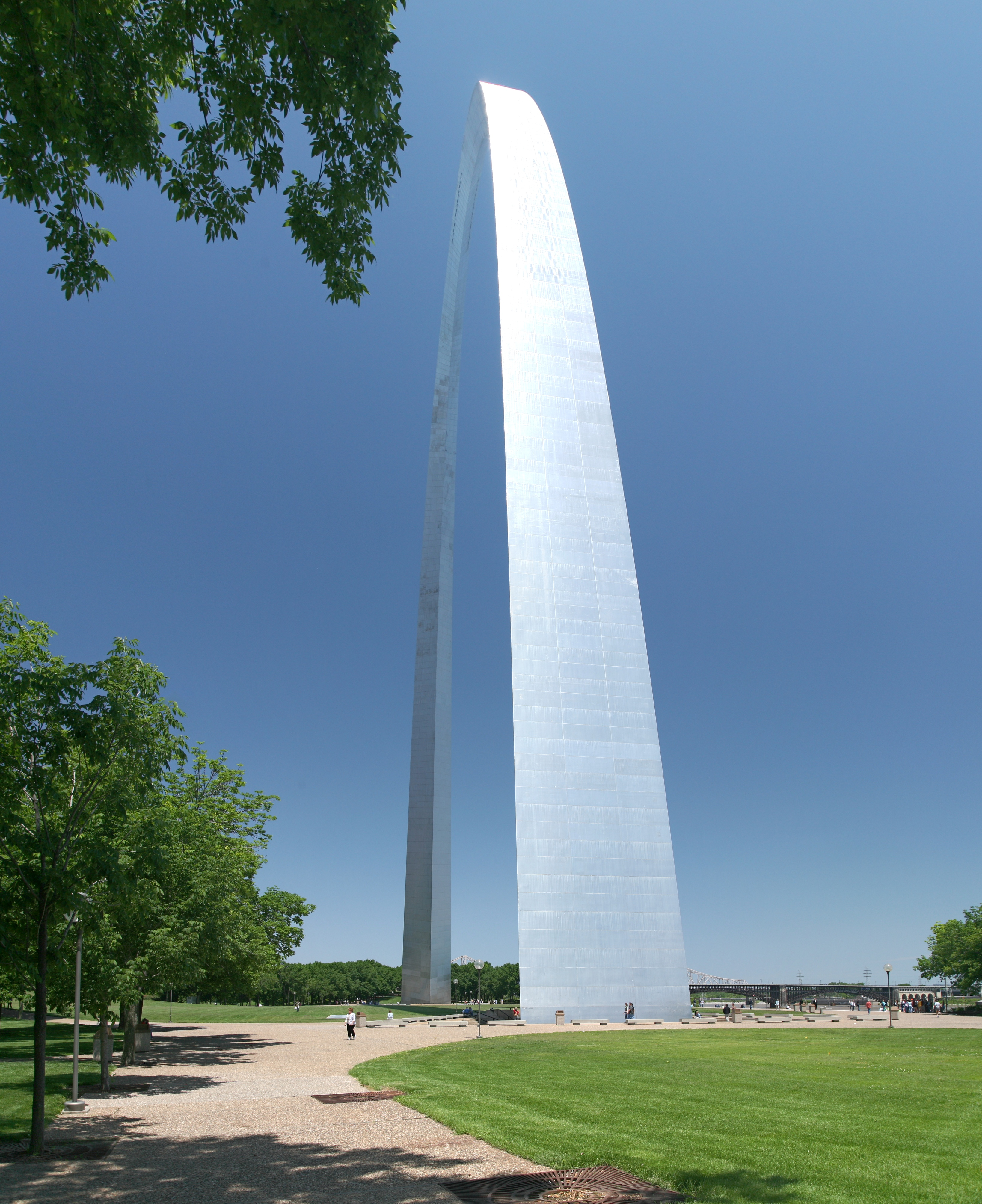
Vue semi-latérale du monument (2009).

En juin 1976, le monument est finalisé par des allocations du gouvernement fédéral. Une statue de Thomas Jefferson est dévoilée, un musée consacré à la conquête de l'Ouest est ouvert et un cinéma sous l'arche est inauguré en l'honneur du maire Raymond Tucker.

## Caractéristiques

### Caractéristiques physiques
La largeur et la hauteur de l'arche sont de 192 mètres (630 pieds), soit plus de deux fois la hauteur de la statue de la Liberté. L'arche est le plus grand mémorial aux États-Unis et le plus grand monument en acier inoxydable dans le monde. En 2015, elle est également le plus grand monument qui peut se visiter dans l'État du Missouri et le monument non naturel le plus haut du pays.
L'arche se situe presque sur un axe nord-sud (différence de 18°) et sa forme décrit exactement la courbe dessinée par une chaînette renversée. Les sections des jambes de l'arche sont des triangles équilatéraux, allant de 16 mètres de côté en bas à 5,2 mètres en haut. Chaque paroi est constituée d'un revêtement en acier inoxydable couvrant un ensemble de deux parois en acier au carbone avec du béton armé du sol au milieu (91 mètres), avec des compléments d'acier au carbone jusqu'au sommet. L'arche est creuse pour y loger un système de tramway unique qui emmène les visiteurs du sol à une zone et terrasse d'observation au sommet.
En janvier 1970, en raison de températures glaciales, l'arche a diminué de 7,6 centimètres. Le surintendant du Jefferson National Expansion Memorial Harry Pfanz a indiqué que cette contraction était normale par temps froid et que la sécurité n'était pas remise en cause.
La charge structurelle est supportée par une conception à revêtement particulier. Chaque jambe est noyée dans 23 570 tonnes de béton soit 13 mètres d'épaisseur et 18 mètres de profondeur. Vingt pieds de la fondation sont dans la roche. L'arche est résistante aux tremblements de terre et est conçue pour se balancer jusqu'à 23 centimètres (46 centimètres en tout) dans les deux sens. Cela permet de résister à des vents allant jusqu'à 240 kilomètres par heure. La structure pèse 38 898 tonnes, dont 25 980 tonnes de béton, 1 957 tonnes de structures d'acier intérieures et 804 tonnes de panneaux en acier inoxydable qui couvrent l'extérieur de l'arche. Cette quantité d'acier inoxydable est atypique et même la plus importante utilisée dans un projet. La base de chaque jambe au niveau du sol devait avoir une tolérance géométrique de 0,4 millimètre ou les deux jambes ne se rejoindraient pas au sommet.

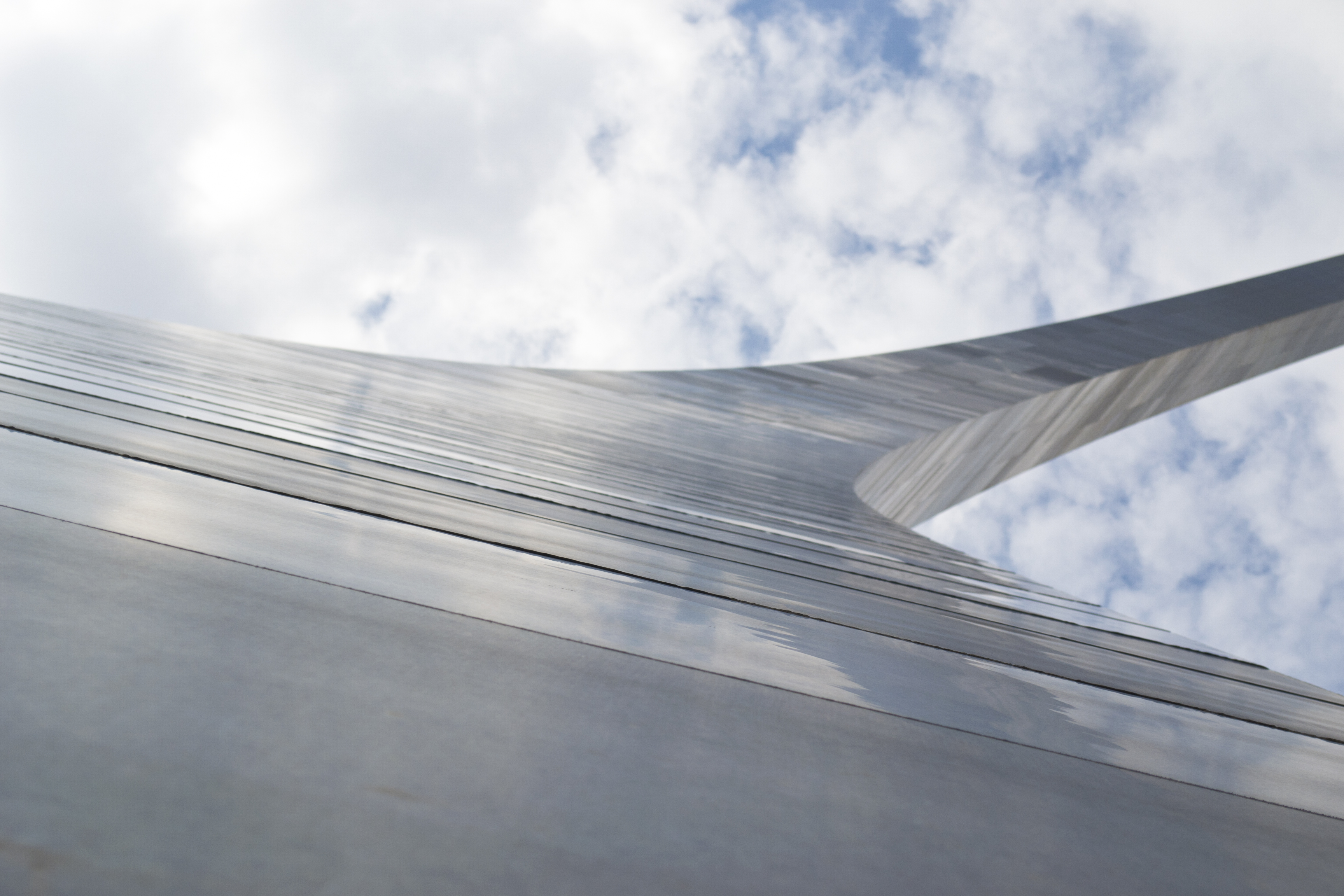
Reflets de lumière sur le revêtement d'acier inoxydable (2012).
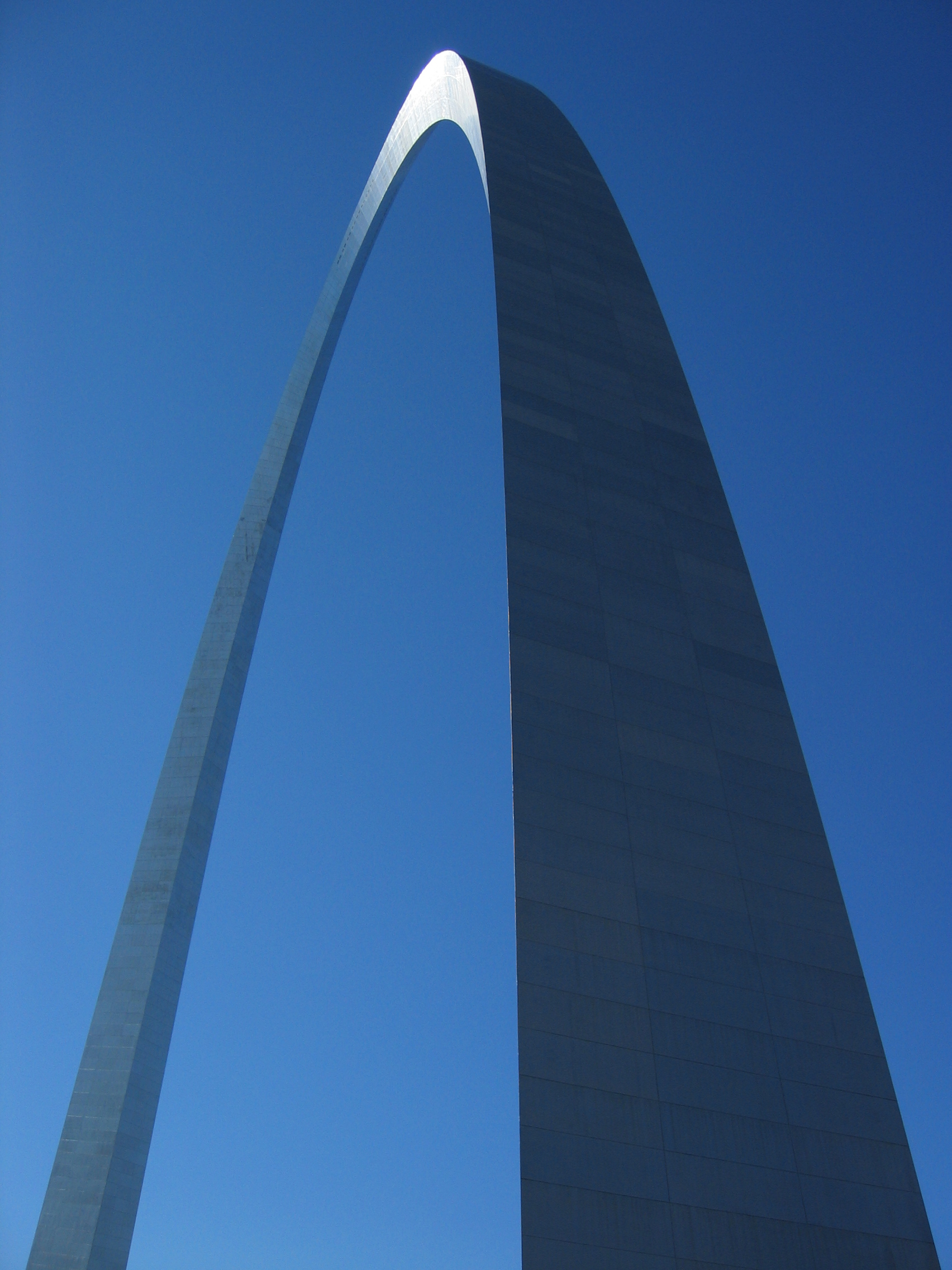
Jeu de lumière avec le revêtement en acier inoxydable (2004).
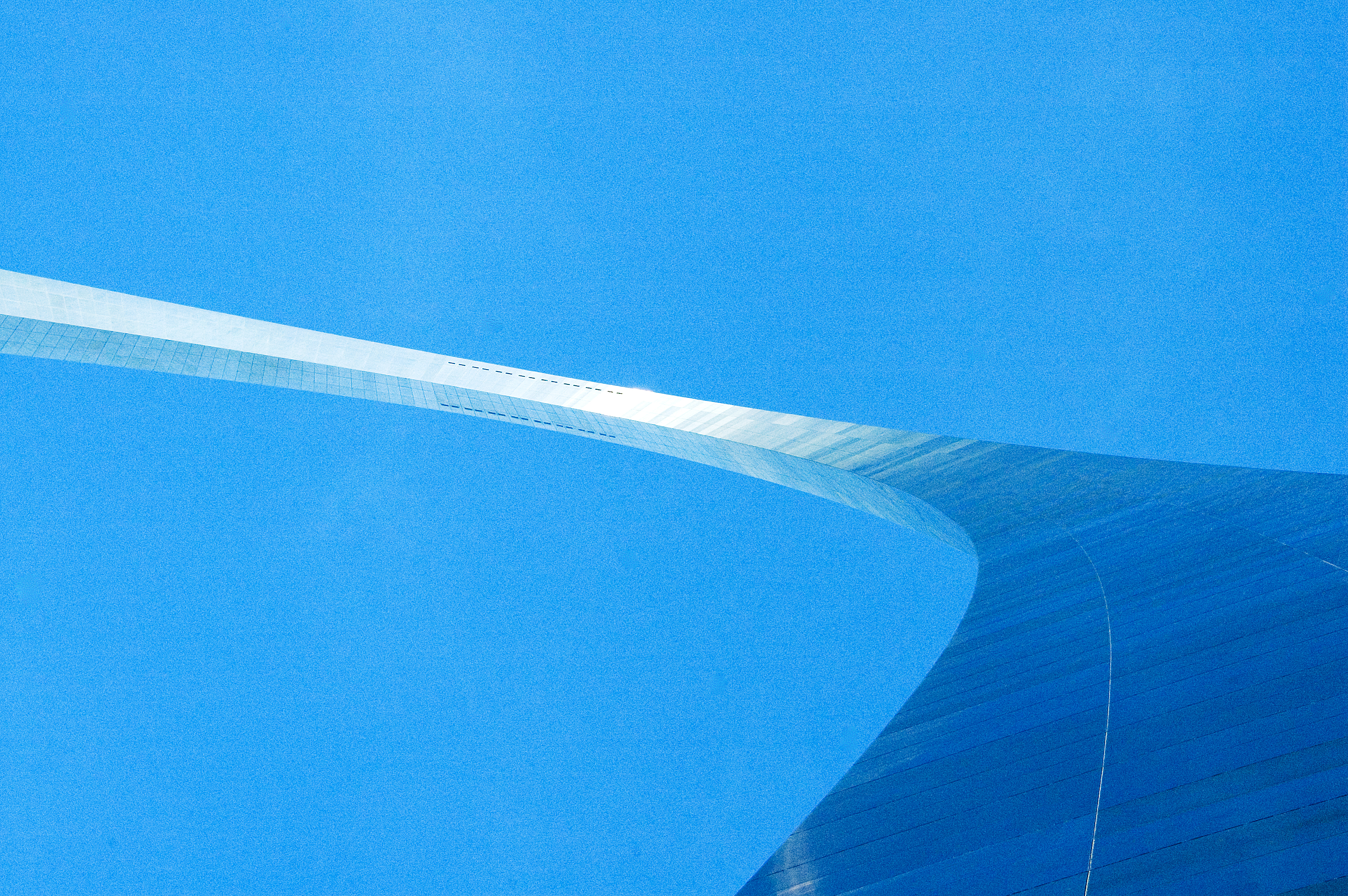
Sommet de l'arche (2006).
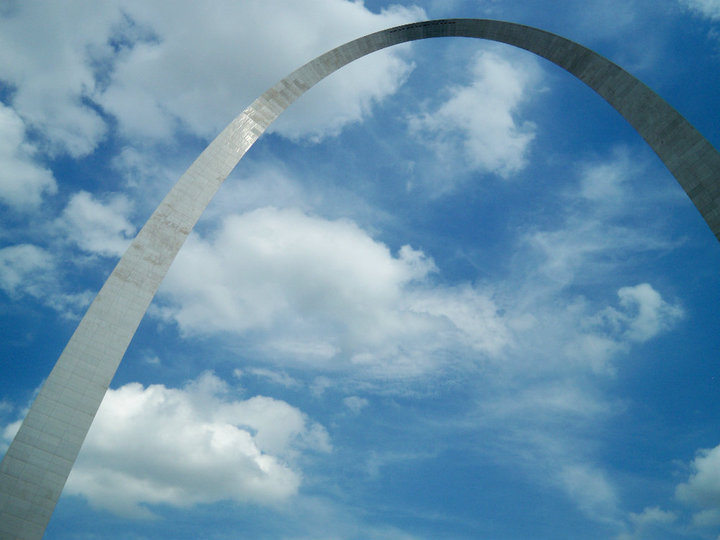
L'arche au milieu des nuages (2011).

### Éléments mathématiques

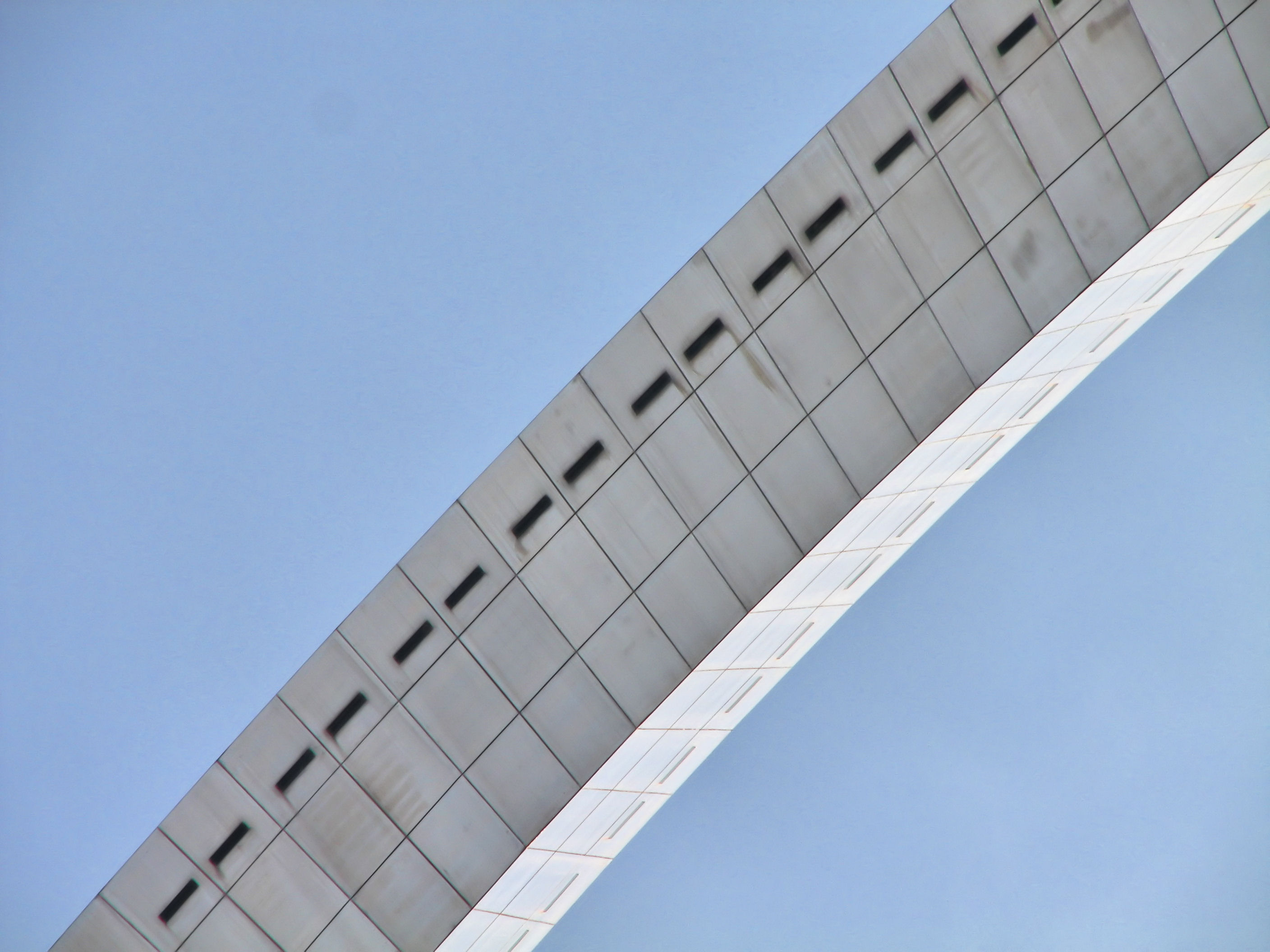
La zone d'observation au sommet de l'arche compte seize fenêtres (2006).

La forme géométrique de la structure est créée par des équations mathématiques offertes à Saarinen par Hannskarl Bandel. Bruce Detmers et d'autres architectes ont exprimé la forme géométrique des plans avec l'équation suivante : {\displaystyle y=A\left(\cosh {\frac {Cx}{L}}-1\right)\quad \Leftrightarrow \quad x={\frac {L}{C}}\operatorname {arcosh} \left(1+{\frac {y}{A}}\right)}
Avec les constantes :
{\displaystyle A={\frac {f_{c}}{Q_{b}/Q_{t}-1}}=68{,}7672}
{\displaystyle C=\operatorname {arcosh} {\frac {Q_{b}}{Q_{t}}}=3{,}0022}
où fc = 625,0925 (pieds, soit 191 mètres) est la hauteur maximale du centre de gravité, Qb = 1262,6651 (pieds carrés, soit 117,305 mètres carrés) est la section transversale maximale de l'arche à la base, Qt = 125,1406 (pieds carrés, soit 12 mètres carrés) est la taille minimale des sections du haut de l'arche, et L = 299,2239 (pieds, soit 91 mètres) est la moitié de la largeur du centre de gravité à la base.
Cette fonction cosinus hyperbolique décrit la forme d'une chaînette. Une chaîne qui ne supporte que son propre poids forme une chaînette, dans cette configuration, la chaîne est purement en tension. De même, une arche-chaînette inversée qui ne prend en charge que son propre poids est purement en compression, sans cisaillement. L'arche-chaînette est la plus stable de toutes les arches car « la poussée qui passe à travers les jambes est absorbée dans les fondations, alors que dans d'autres types d'arches, la pression tend à écarter les jambes ». La Gateway Arch elle-même n'est pas une chaînette commune, mais une courbe plus générale de la forme y=Acosh(Bx). Une chaînette inversée pondérée fait des jambes de l'arche plus épaisses au niveau de ses deux bases qu'à son sommet. Saarinen choisit une chaînette pondérée sur une courbe chaînette normale, car elle avait l'air moins pointue et moins raide, et plus esthétique. En 1959, cela a causé une certaine confusion au sujet de la forme réelle de l'arche quand il écrit : « cette arche n'est pas une vraie parabole, comme on le dit souvent. C'est plutôt une courbe chaînette — la courbe de pendaison de chaînette — une courbe dans laquelle les forces de poussée sont en permanence maintenues dans le centre des pieds de l'arche ».
William V. Thayer, professeur de mathématiques au St. Louis Community College (en), écrit plus tard au St. Louis Post-Dispatch pour attirer l'attention sur le fait que la structure était une « chaînette pondérée ». En février 2010, Robert Osserman, de l'American Mathematical Society, qualifie plutôt la courbe de « nosed catenary », (« chaînette aplatie »).

### Éclairage

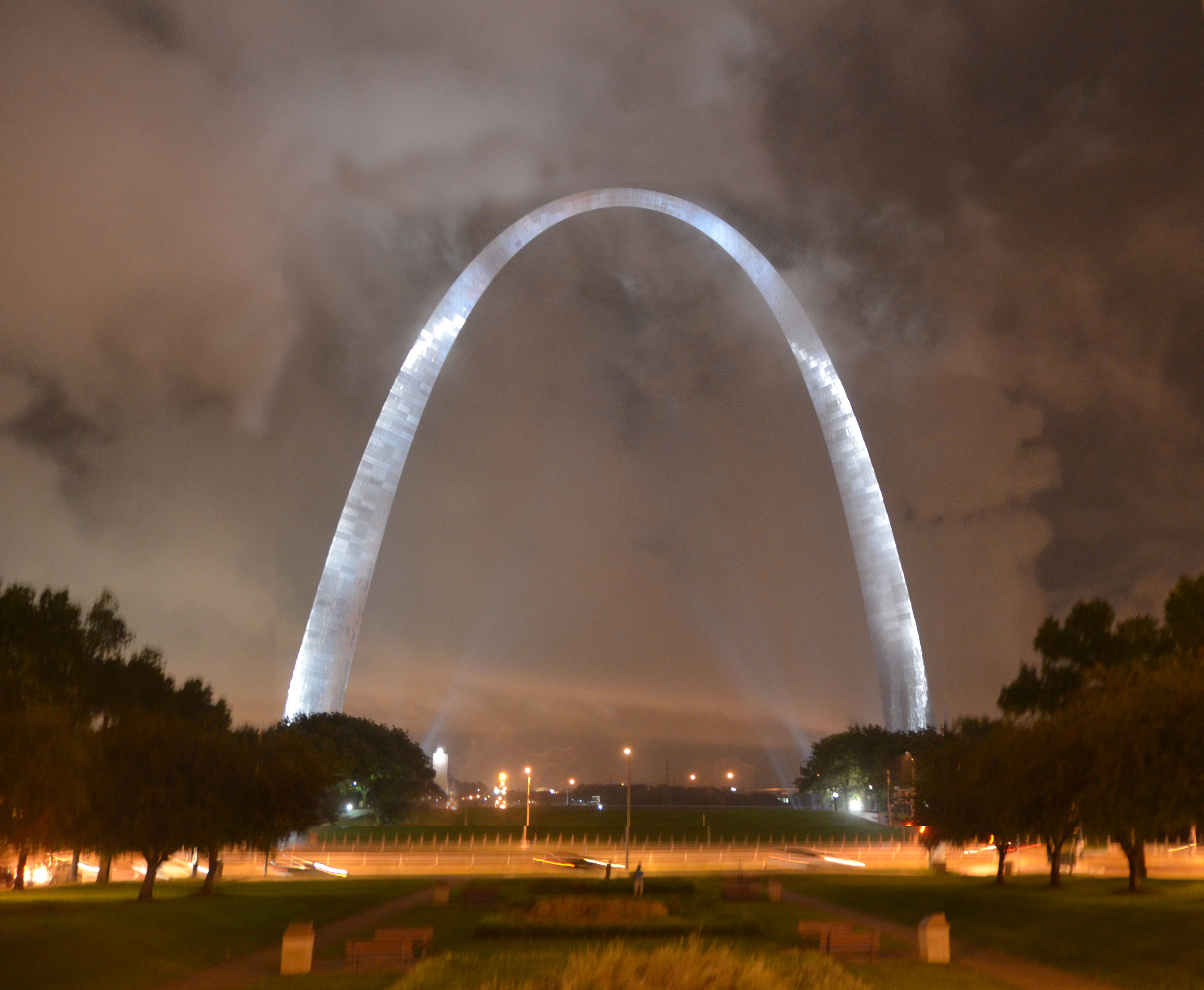
Éclairage de nuit lors d'une tempête (2012).

La première proposition pour éclairer l'arche de nuit est d'abord annoncée le 18 mai 1966, mais le projet ne se concrétise jamais. En juillet 1998, le financement d'un système d'éclairage est approuvé par la Gateway Foundation qui accepte de prendre en charge le coût de l'équipement, son installation et son entretien. En janvier 1999, MSNBC organise un système d'éclairage temporaire pour l'arche de sorte que le monument puisse être utilisé comme arrière-plan pour une visite du pape Jean-Paul II. Depuis novembre 2001, l'arche est baignée de lumière blanche entre 22 h et 1 h via un système de projecteurs. Conçu par Randy Burkett, il comprend 44 appareils d'éclairage situés dans quatre fosses juste en dessous du niveau du sol.
Le 5 octobre 2004, le Sénat des États-Unis, à la demande des sénateurs Jim Talent et Kit Bond, approuve un projet de loi autorisant l'illumination en rose de l'arche en l'honneur du National Breast Cancer Awareness Month. Les entreprises Estée Lauder et May Department Stores avait soutenu la cause. Un employé dit pour l"occasion que l'arche serait une « balise […] pour l'importance de la prévention et la recherche d'un remède ». Bien que le National Park Service (NPS) conteste cette idée en raison du précédent que cela créerait pour les usages potentiels de l'arche, il accepte l'éclairage temporaire pour le 25 octobre. La dernière fois que la voûte est illuminée de manière exceptionnelle est le 12 septembre 1995, sous la direction des entreprises locales Fleishman-Hillard et Technical Productions. Un spectre d'arc-en-ciel est diffusé sur l'arche pour faire connaître le lancement du Wizard of Oz on Ice du Ringling Bros. and Barnum & Bailey Circus au Scottrade Center (qui s'appelait alors le Kiel Center).

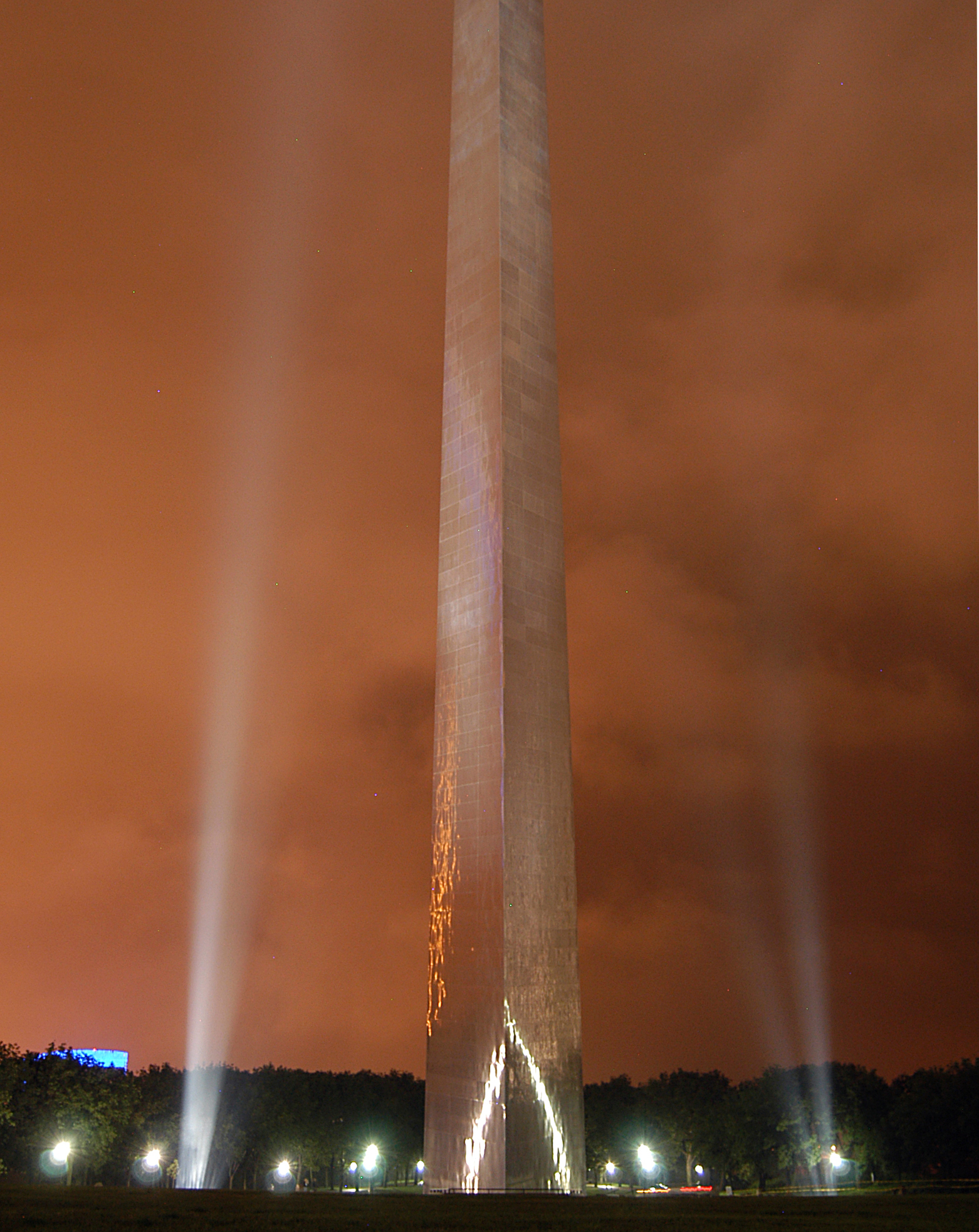
Éclairage habituel de l'arche (2010).
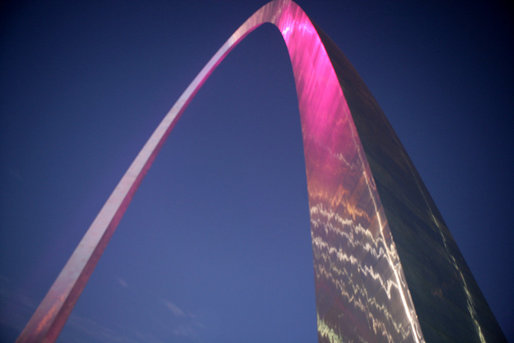
Éclairage rose pour le National Breast Cancer Awareness Month (2006).

## Visite et accès public
En avril 1965, trois millions de touristes sont attendus pour visiter l'arche après son achèvement. 619 763 touristes visitent le sommet de l'arche à sa première année d'ouverture. Le 15 janvier 1969, un visiteur de Nashville dans le Tennessee devient la millionième personne à atteindre la zone d'observation et la dix-millionième personne monte au sommet dix années plus tard le 24 août 1979. En 1974, l'arche est classée quatrième sur une liste des « attractions artificielles les plus visitées ». Actuellement[Quand ?], la Gateway Arch est l'une des attractions touristiques les plus visitées dans le monde avec plus de quatre millions de visiteurs par an, dont environ un million visitent également le sommet du monument. L'arche est désignée comme un National Historic Landmark le 2 juin 1987 ; elle est également inscrite sur le Registre national des lieux historiques.

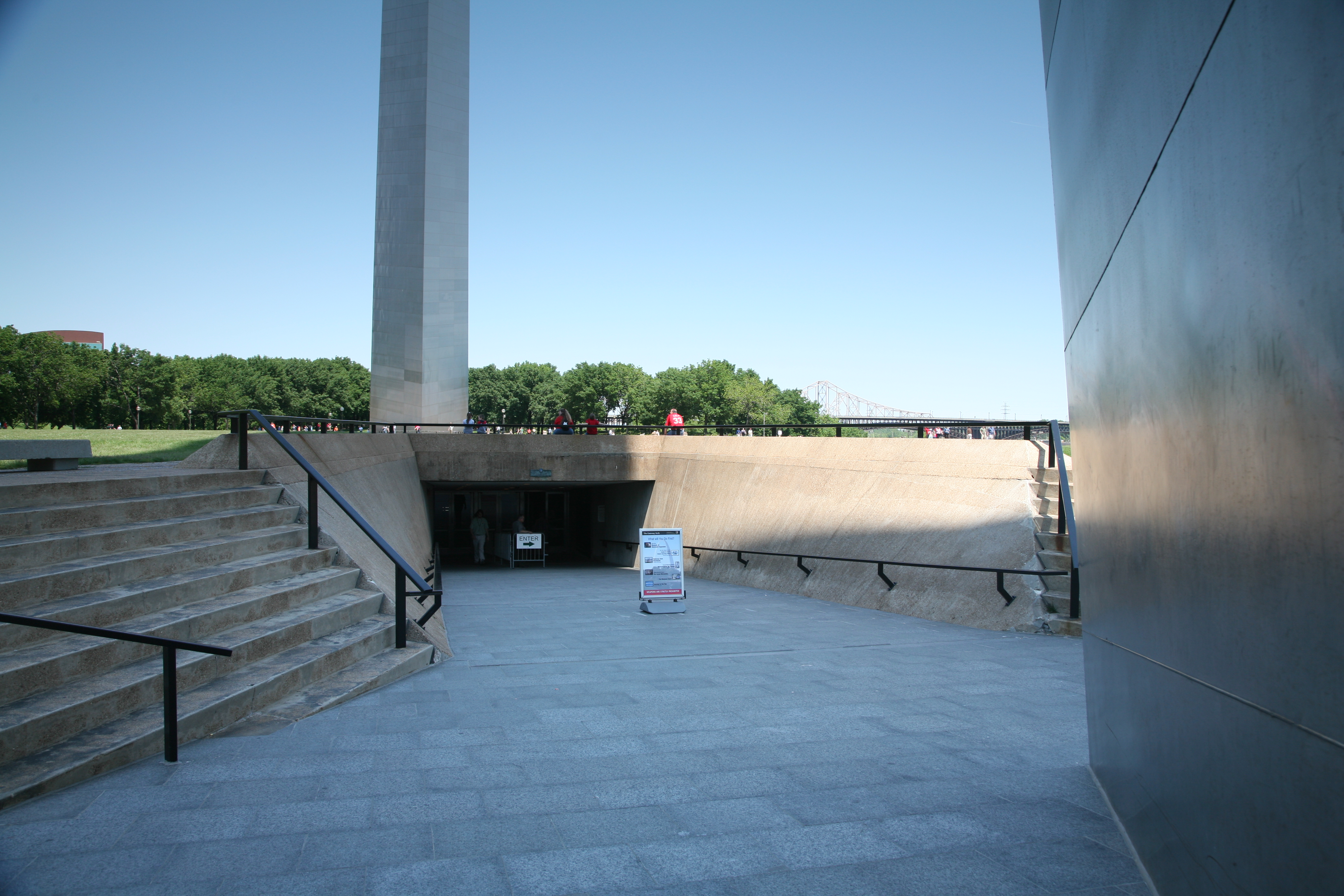
Entrée sud du centre d'accueil des visiteurs (2009).

Le 8 décembre 2009, parrainé par l'association à but non lucratif CityArchRiver2015, le concours international de design Framing a Modern Masterpiece: The City + The Arch + The River 2015 commence. Il vise à « concevoir un plan visant à améliorer le paysage du parc longeant la côte, faciliter l'accès des piétons à travers Memorial Drive et étendre [cette zone] sur la rive d'East St. Louis », ainsi qu'attirer les visiteurs. Le concours consiste en trois étapes avec une présélection sur dossier à 8-10 équipes, des entretiens avec les équipes pour réduire leur nombre à 4-5 et enfin un examen plus approfondi des propositions. Le concours reçoit 49 propositions qui sont réduites à cinq à la suite des deux premières étapes. Le 17 août 2010, les dessins des cinq finalistes sont dévoilés au public et exposés au cinéma situé sous l'arche. Le 26 août, les finalistes passent devant un jury composé de huit membres et le 21 septembre, le gagnant est révélé : il s'agit de la proposition de l'entreprise du paysagiste Michael Van Valkenburgh. Le projet comprend la création d'un système de télécabines au-dessus du fleuve Mississippi, en utilisant plus de terrain à East St. Louis et un réaménagement du Memorial Drive. L'estimation initiale de 305 millions de dollars est réévaluée à 578 millions de dollars par le NPS. L'exécution du projet est prévue pour le 28 octobre 2015, soit le cinquantième anniversaire du bouquet final de l'arche.
En 2013, le tarif pour l'accès au sommet de l'arche en tramway est de 10 dollars pour un adulte et 5 dollars pour un enfant.

### Centre d'accueil des visiteurs

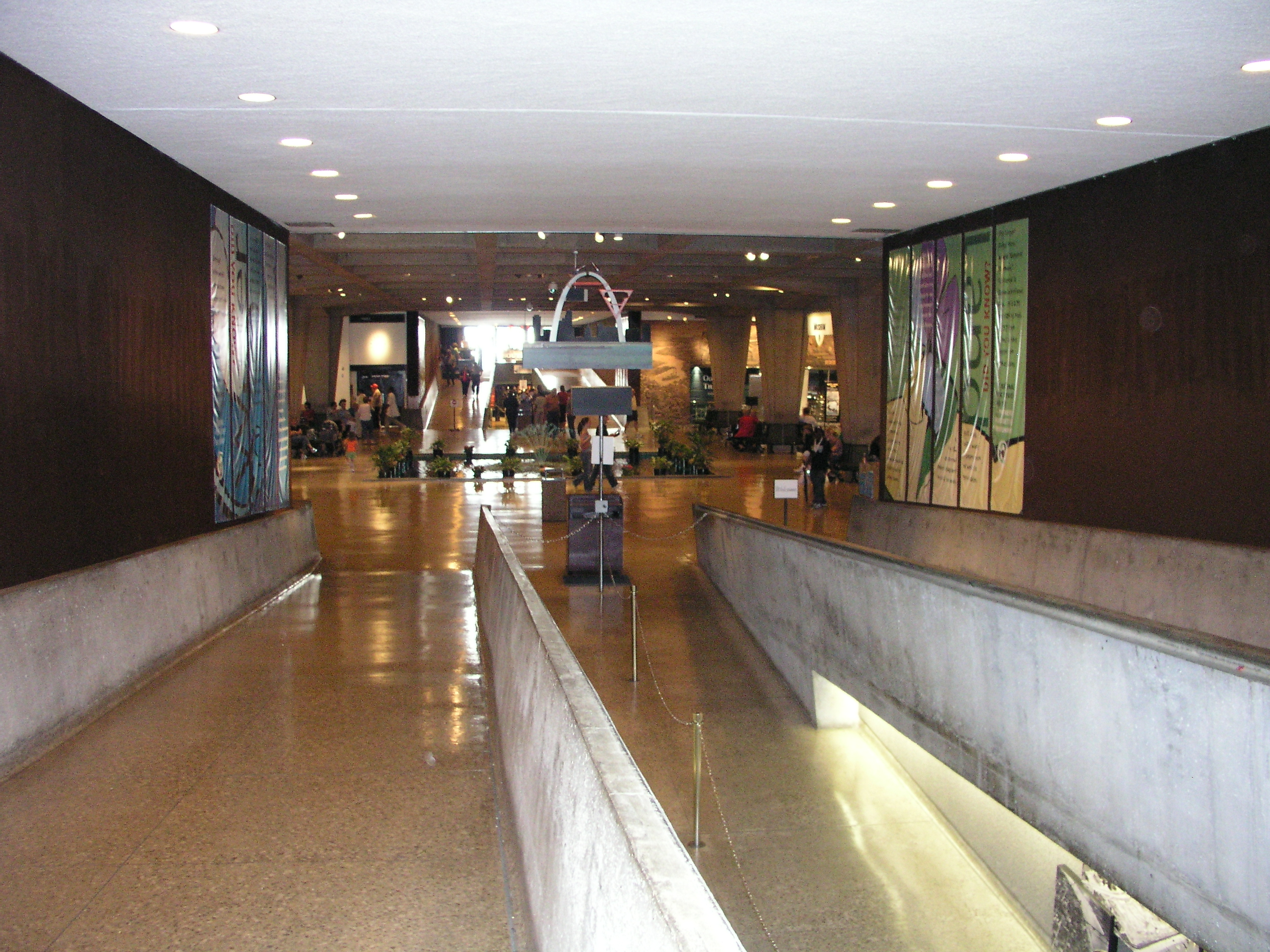
Hall du centre d'accueil des visiteurs sous l'arche (2005).

D'une superficie de 6 500 mètres carrés, le centre d'accueil des visiteurs se situe en souterrain entre les jambes de l'arche. L'accès au centre est assuré par des rampes près de chaque jambe. Il est conçu dans le cadre du programme « Mission 66 » du National Park Service. Bien que la construction du centre d'accueil commence en même temps que la construction de l'arche elle-même, le centre est terminé en retard en 1976 en raison d'un financement insuffisant, malgré une ouverture exceptionnelle pour plusieurs expositions le 10 juin 1967.
Le centre abrite des bureaux, les salles des machines et les zones d'attente pour les tramways de l'arche, ainsi que ses principales attractions : le musée de la conquête de l'Ouest et deux cinémas présentant des films sur l'arche. Le premier cinéma ouvre en mai 1972, tandis que le second nommé Odyssey Theatre est construit dans les années 1990. Ce dernier dispose notamment d'un écran de quatre étages de haut et sa construction a nécessité l'agrandissement du complexe souterrain. Le musée, ouvert le 10 août 1977, abrite des expositions sur l'expansion territoriale vers l'ouest des États-Unis au XIXe siècle.

### Zone d'observation et méthodes d'ascension
Près du sommet de l'arche, les passagers quittent le tram et montent une légère pente pour entrer dans la zone d'observation. Cette zone arquée mesure 20 mètres de long sur 2,1 mètres de large. Elle peut contenir au maximum environ 160 personnes, soit l'équivalent de quatre tramways. Seize fenêtres permettent de voir de chaque côté, chacune mesurant 18 centimètres sur 69. La vue peut atteindre 48 kilomètres par beau temps.
Il y a trois modes de transport jusqu'au sommet de l'arche : deux escaliers d'urgence comptant 1 076 marches et situés dans chacune des jambes du monument, un ascenseur d'une capacité de 12 passagers permettant d'atteindre 113 mètres de hauteur et un tramway, là aussi dans chaque jambe.

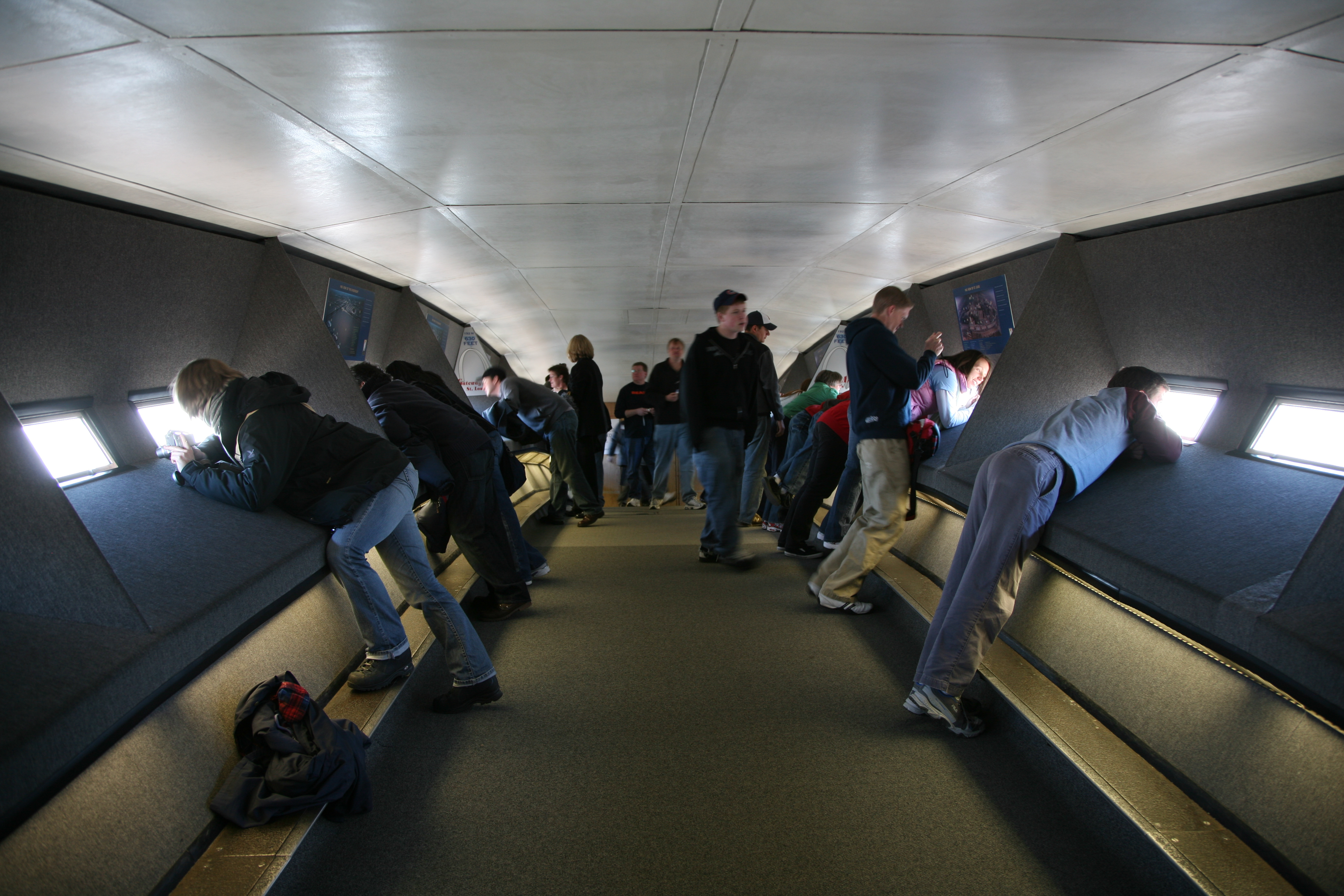
La zone d'observation au sommet de l'arche (2008).

Chaque tramway est un ensemble de huit compartiments en forme d'œuf d'une capacité unitaire de cinq places avec une petite fenêtre sur les portes. Comme chaque tramway a une capacité de 40 passagers et qu'il y en a deux, 80 personnes peuvent être transportées en une seule fois. Les départs se font toutes les dix minutes. Les tramways, à l'instar d'une grande roue, se balancent et lorsqu'un tramway monte, l'autre descend. Ce mode de mouvement est inspiré donc à la fois de celui d'une grande roue et de celui d’un funiculaire. Le voyage vers le sommet prend quatre minutes et la descente trois.
En raison d'un manque de fonds en mars 1962, le NPS n'accepte pas les offres pour un système de tramway interne à l'arche et considère alors le rejet de l'idée. En mai 1962, la Bi-State Development Agency propose l'émission d'obligations afin d'obtenir les fonds nécessaires. Du coup, le département de l'Intérieur et la Bi-State Development Agency conclut un accord où l'agence construit et exploite le tramway,. L'agence lève alors 1 977 750 dollars pour la construction du système de tramway et met en place un remboursement des obligations en fixant la montée de l'arche via le tramway au tarif d'un dollar, ce qui sera parfois vu par les habitants comme « abusif ».
L'agence met en place par la suite des obligations supplémentaires pour 3,3 millions de dollars et exploite le système de tramway depuis. Le tramway dans la jambe nord entre en service en juin 1967, et devant l'affluence des visiteurs, l'attente pour y monter est de trois heures avant la mise en place d'un système de réservation le 21 avril 1976. Le tramway de la jambe sud est lui mis en service en mars 1968. Pour l'occasion, des pin's commémoratifs sont remis aux 100 000 premiers passagers. Vingt-cinq années après leur mise en service, les tramways ont parcouru plus de 320 000 kilomètres et transporté plus de 18 millions de passagers.

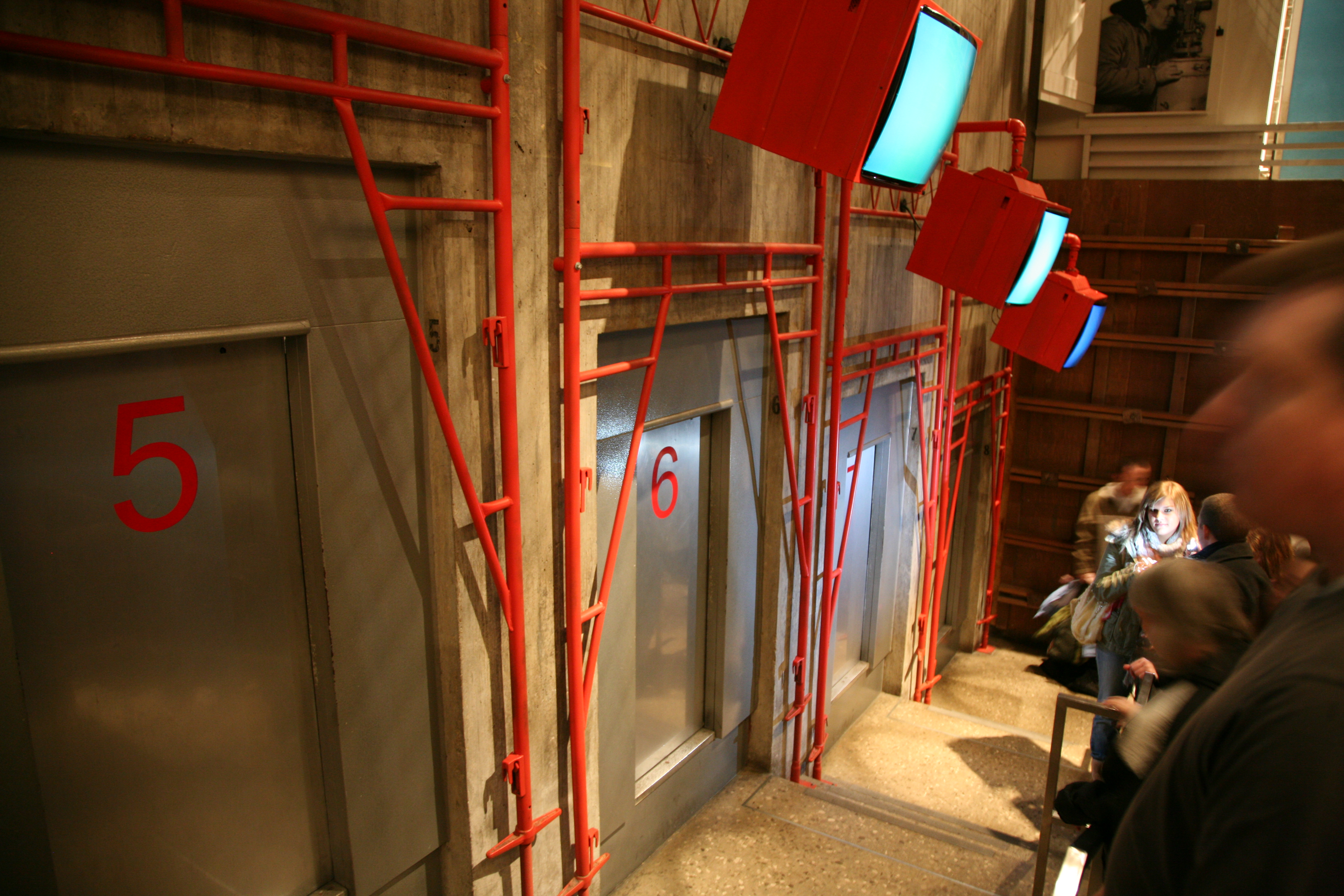
Zone d'attente du tramway de la jambe nord (2008).
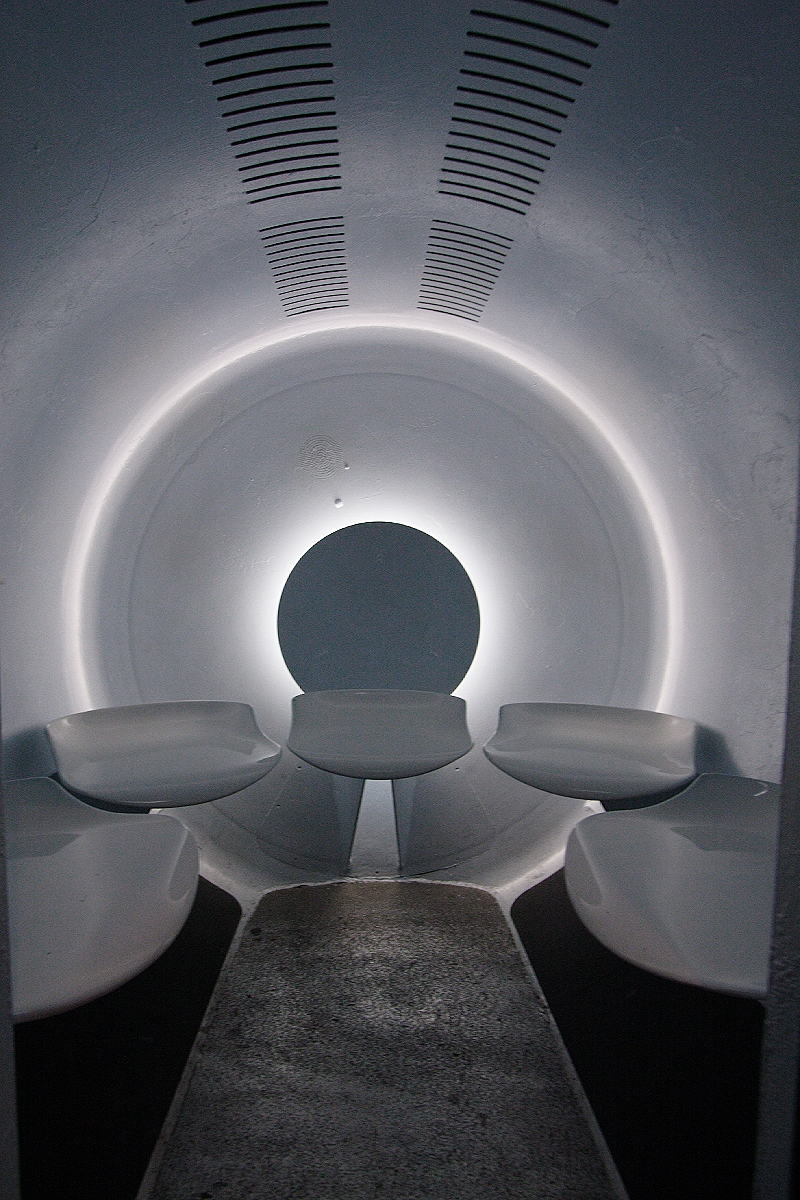
Intérieur d'un compartiment du tramway (2006).
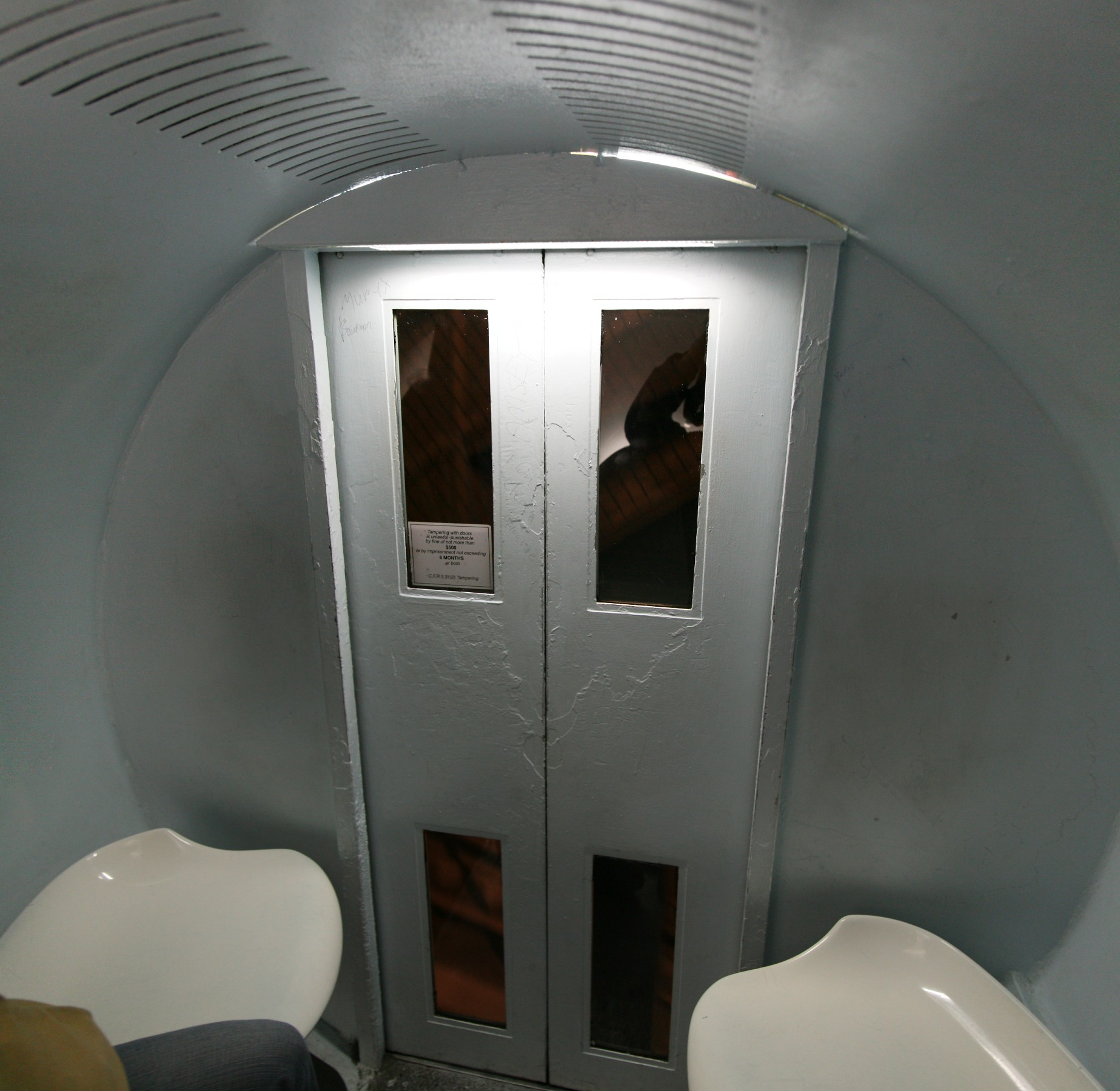
Autre photographie de l'intérieur d'un compartiment du tramway (2006).
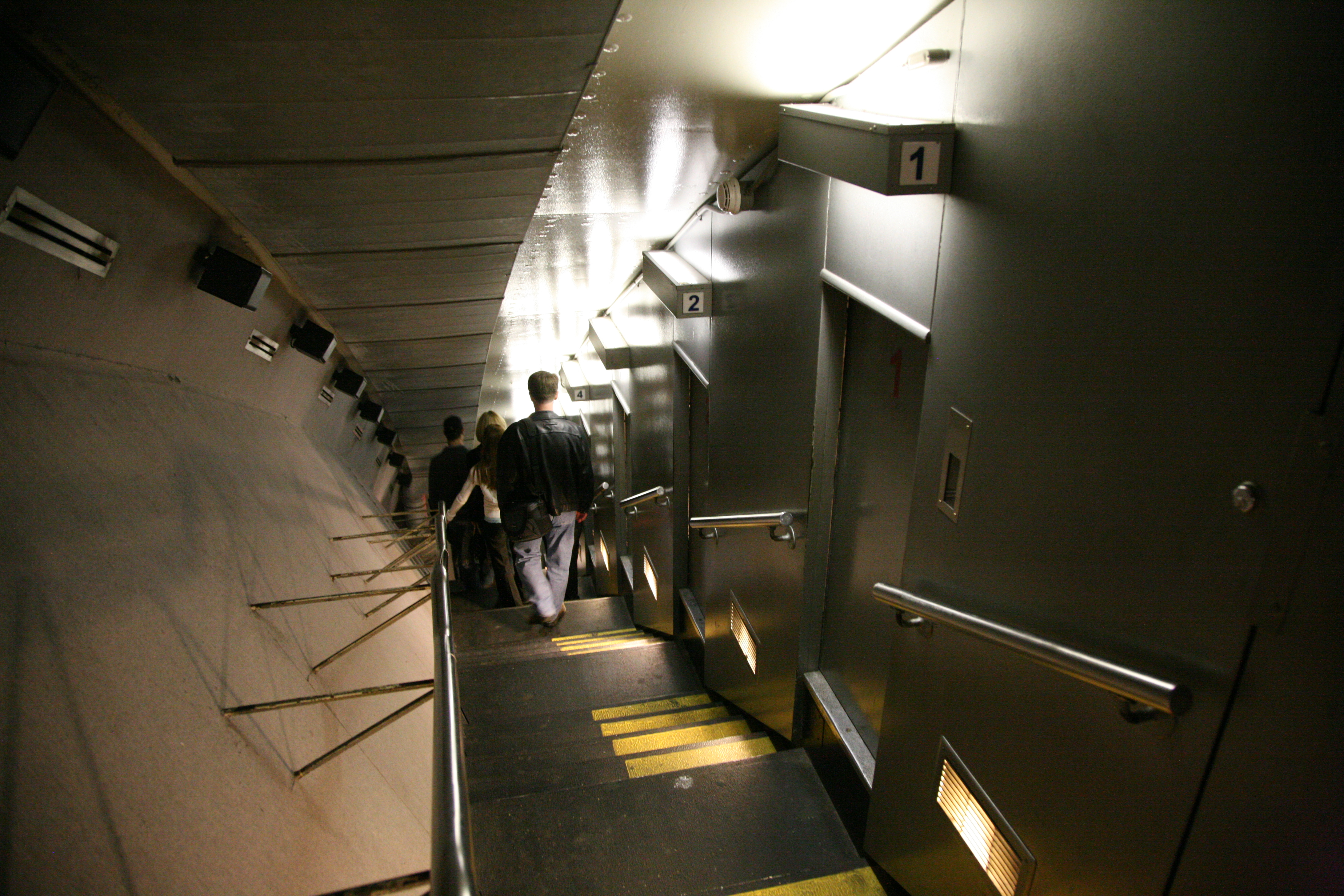
Arrêt au sommet de la jambe nord (2008).
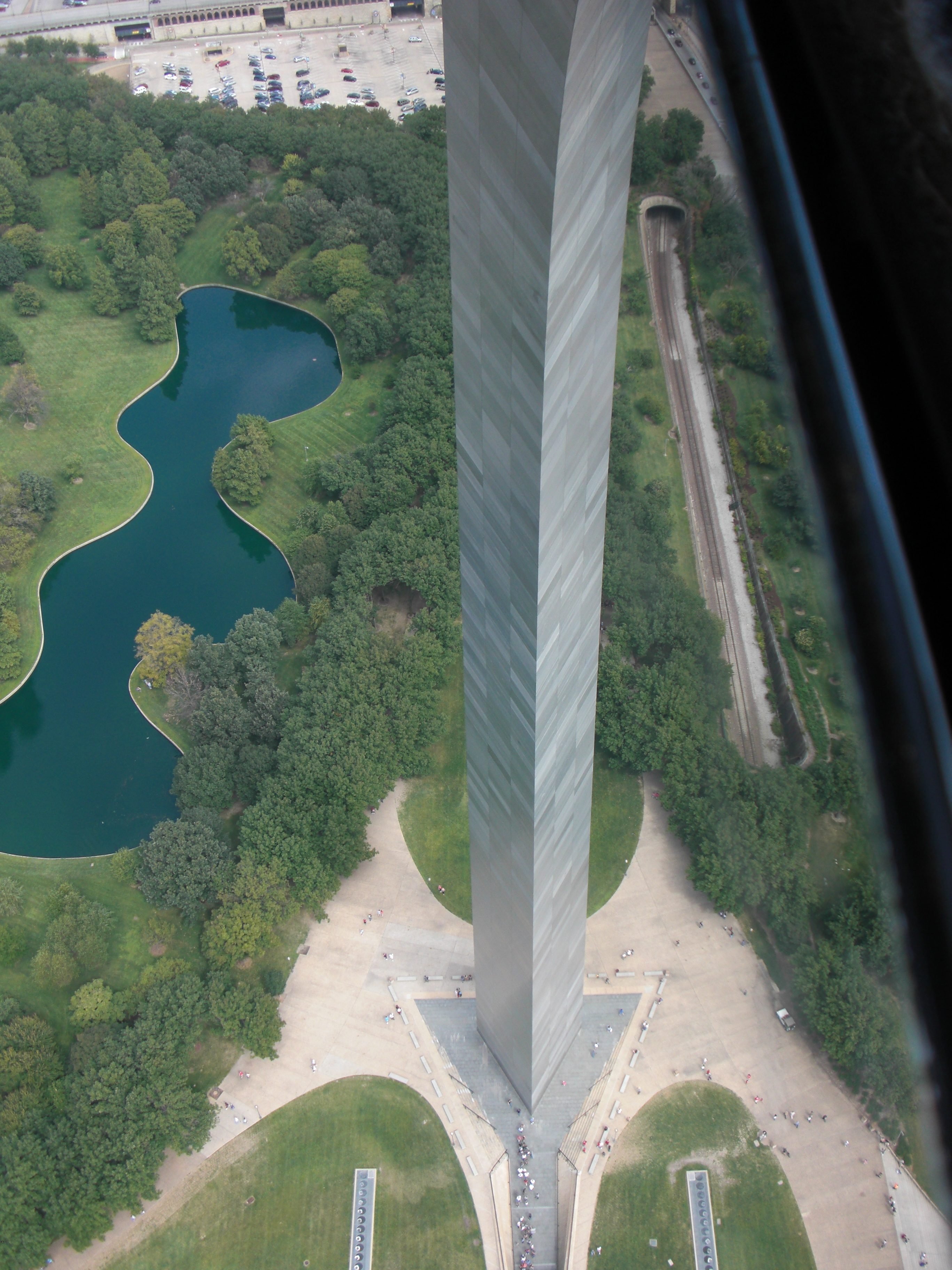
Vue d'un des pieds depuis la zone d'observation (2009).

### Cascades et accidents

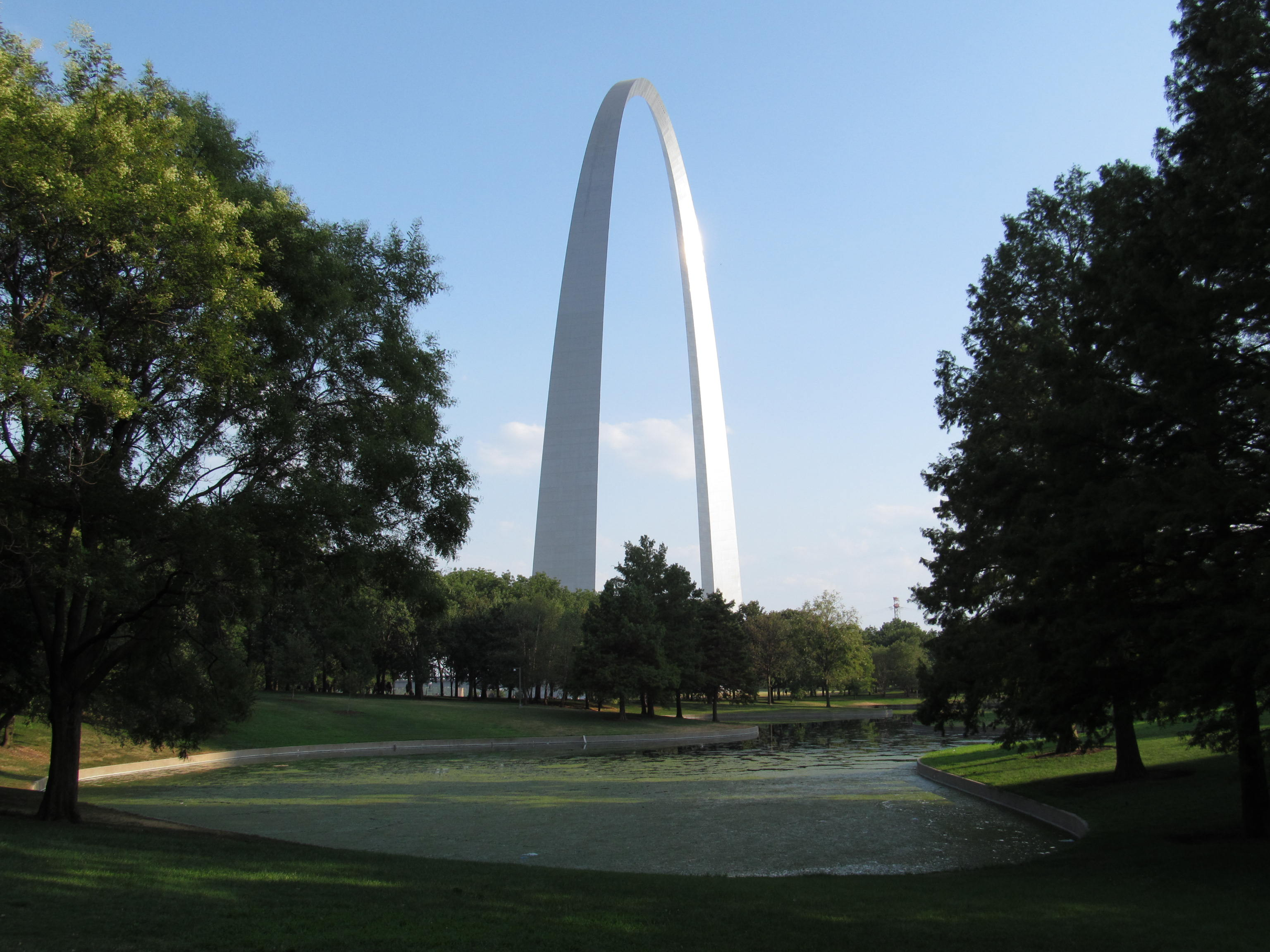
L'arche avec l'un des étangs du Jefferson National Expansion Memorial (2012).

Le 16 juin 1965, la Federal Aviation Administration (FAA) met en garde les aviateurs contre le vol à travers l'arche qui entraînerait une amende et le retrait de leur licence. Au moins dix pilotes ont désobéi à cet ordre, le premier dès l'année suivante, le 22 juin 1966.
En 1973, Nikki Caplan obtient une autorisation exceptionnelle de la FAA pour voler sous l'arche avec une montgolfière dans le cadre de la Great Forest Park Balloon Race. Pendant le vol, le ballon touche l'arche et chute de plusieurs dizaines de mètres avant de se redresser. En 1976, une équipe de parachutistes de l'armée de terre des États-Unis est autorisée à voler et à passer sous l'arche dans le cadre des festivités du jour de l'Indépendance. Depuis lors, de nombreuses équipes de parachutistes ont reçu une autorisation similaire.
L'arche est également la cible de plusieurs cascadeurs amateurs ou professionnels. Bien que de tels exploits soient généralement interdits, plusieurs personnes ont sauté en parachute depuis ou sur l'arche. En juin 1980, le National Park Service refuse notamment une demande du cascadeur Dan Koko en février 1986. Koko, qui a travaillé sur le film Superman (1978), souhaitait effectuer un saut au cours des célébrations du jour de l'Indépendance. En 2013, Alexander Polli, un BASE jumper européen prévoit de voler en wingsuit sous l'arche mais son projet est annulé par la FAA.
Le 22 novembre 1980, un parachutiste nommé Kenneth Swyers rate son BASE jump depuis l'arche en raison d'une bourrasque de vent et meurt en glissant sur l'une des jambes de l'arche.
Le 14 septembre 1992, un cascadeur amateur nommé John C. Vincent grimpe au sommet de l'arche à l'aide de ventouses et saute en parachute vers le sol. Il est logiquement inculpé de deux délits : « escalade d'un monument national » et « saut en parachute dans un parc national ». Vincent, qui avait fait cette cascade pour s'amuser, avait déjà réalisé un BASE jump depuis le World Trade Center en 1991.

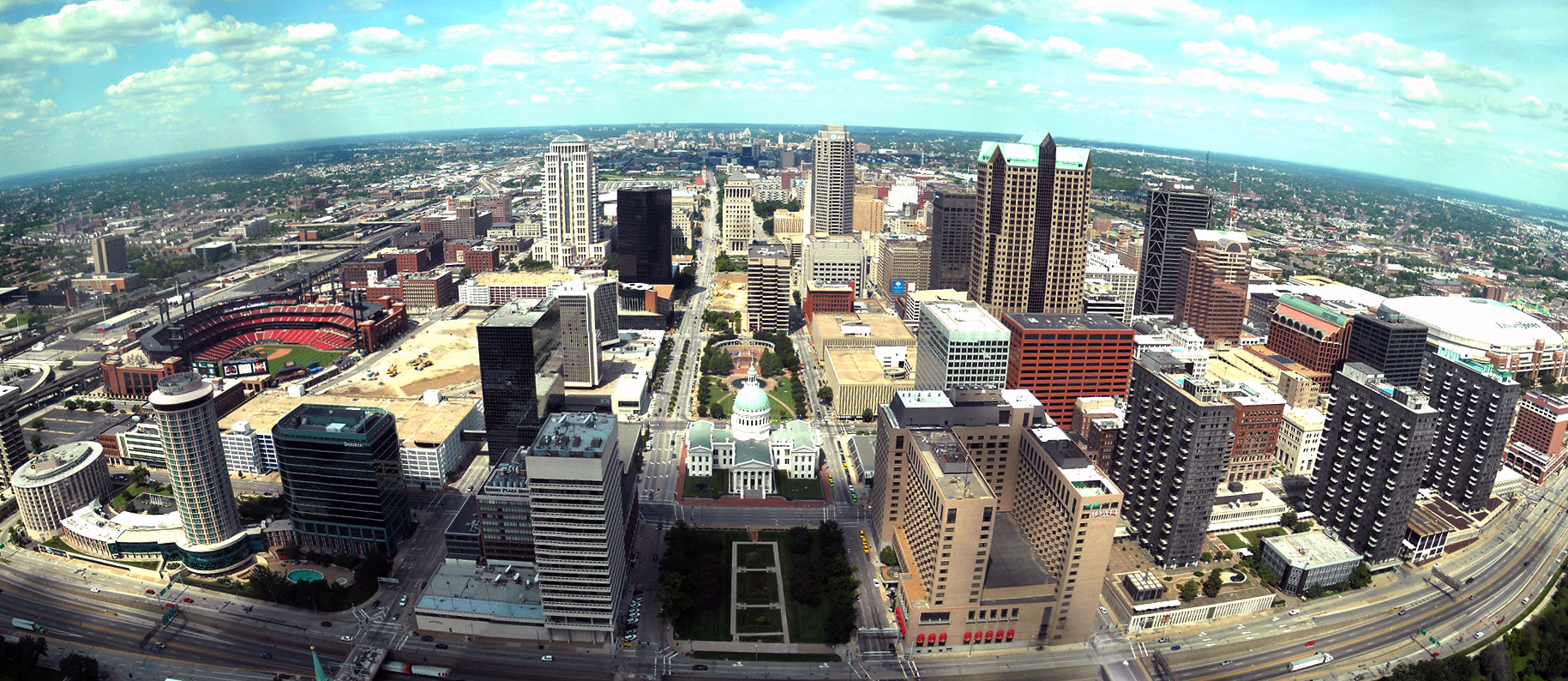
Panorama sur Downtown Saint-Louis depuis l'arche (2008). L'Old Courthouse est bien visible au centre. Le Busch Memorial Stadium et le Scottrade Center sont, respectivement, sur la gauche et la droite. L'immeuble le plus haut de la ville, le One Metropolitan Square, est également visible.

### Sécurité et maintenance

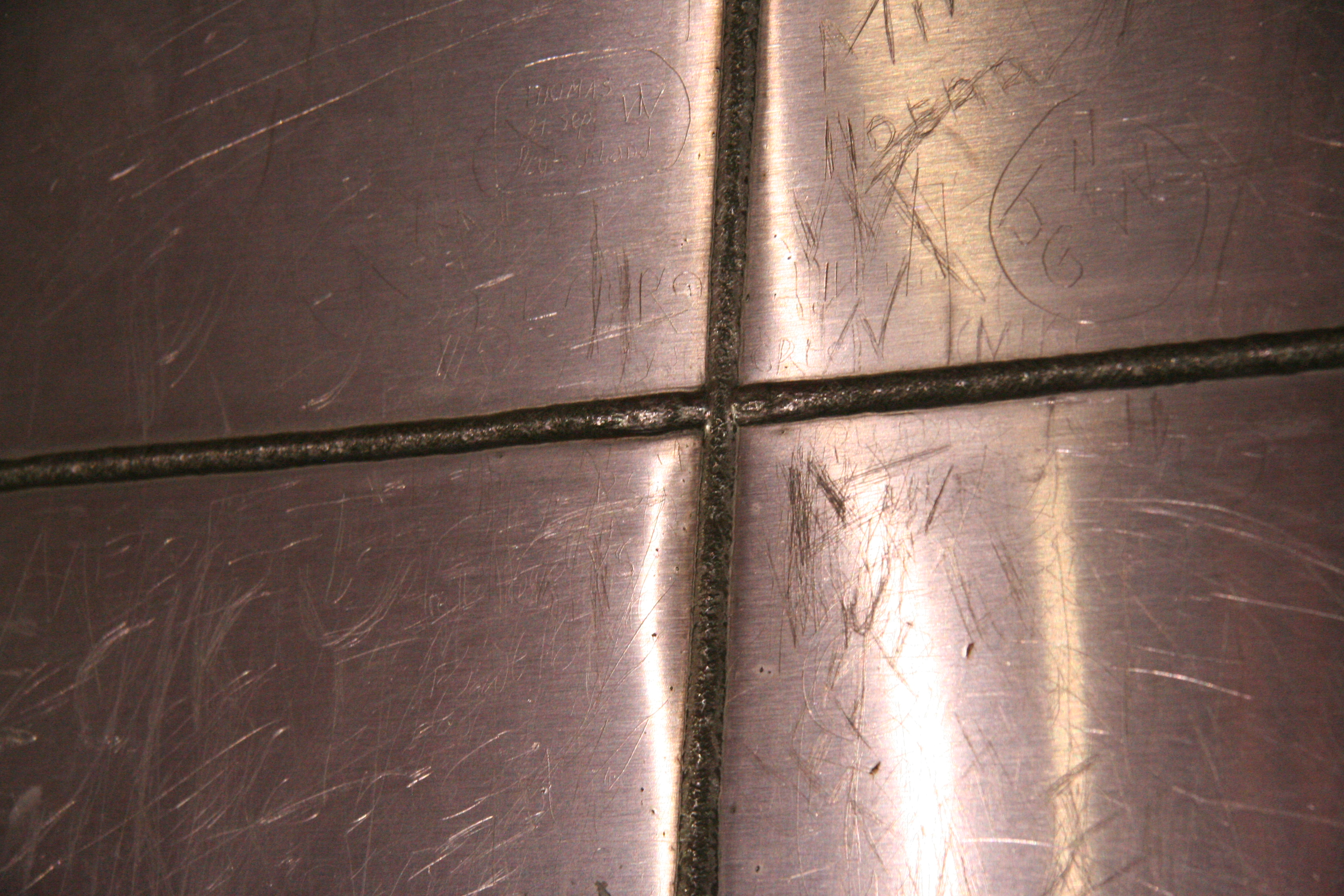
Exemples de vandalismes sur l'arche (2010).

Deux ans après l'attentat d'Oklahoma City en 1995, un peu plus d'un million de dollars est accordé pour un programme de lutte contre le terrorisme. Les responsables du parc sont formés pour surveiller l'activité de touristes et des dispositifs de détection électroniques discrets sont installés. Après les attentats du 11 septembre 2001, les efforts de sécurité deviennent plus importants et des contrôles de sécurité sont mis en place dès l'entrée du centre d'accueil des visiteurs. À ces points de contrôle, les visiteurs sont contrôlés par des magnétomètres et des appareils à rayons X. Ces dispositifs sont en place depuis 1997.
L'arche est devenue l'un des nombreux monuments américains placés sous espace aérien restreint au cours des célébrations du jour de l'Indépendance en 2002. En 2003, des murs Jersey sont installés pour empêcher d'éventuelles attaques terroristes sur le monument. Plus tard la même année, ces murs sont remplacés par des poteaux en béton enchâssé dans du métal pour être plus en harmonie avec la couleur acier de l'arche. Des bollards sont également mis en place.
En 2006, les responsables de l'arche embauchent un spécialiste de la sécurité dont le travail comprend l'évaluation des risques, le test du système de sécurité du parc, la sensibilisation des questions de sécurité auprès des autres salariés et l'amélioration des procédures de sécurité en lien avec d'autres organismes gouvernementaux.
Le premier acte de vandalisme est commis en juin 1968. Les vandales gravent leurs noms sur différentes parties de l'arche. Les dépenses en 1968 pour la réparation des dommages causés par le vandalisme sont de 10 000 dollars. L'arche est également la cible de graffitis comme le 5 mars 1969, mais ce type de vandalisme est facilement enlevé grâce au revêtement en acier. À partir de 2006, des signes de corrosion sont signalés sur l'arche malgré la surface en acier inoxydable. Il s'agit probablement d'un résultat de l'accumulation d'eau, effet secondaire de défauts dans les soudures étanches qui peuvent garder la pluie à l'intérieur de la structure. Selon les documents du NPS, la corrosion et la rouille ne posent pas de problèmes de sécurité et les ouvriers de la maintenance sont chargés de la gestion de ces problèmes. En 2006, des spécialistes de l'architecture étudient la corrosion sur l'arche et suggèrent des études supplémentaires. Un nouveau rapport de 2010 constate que la corrosion nécessite une étude plus approfondie. En septembre 2010, le NPS signe un contrat avec Wiss, Janney, Elstner Associates pour une étude structurale qui permettra d'élaborer et de mettre en œuvre des solutions à long terme.

## Prix et récompenses

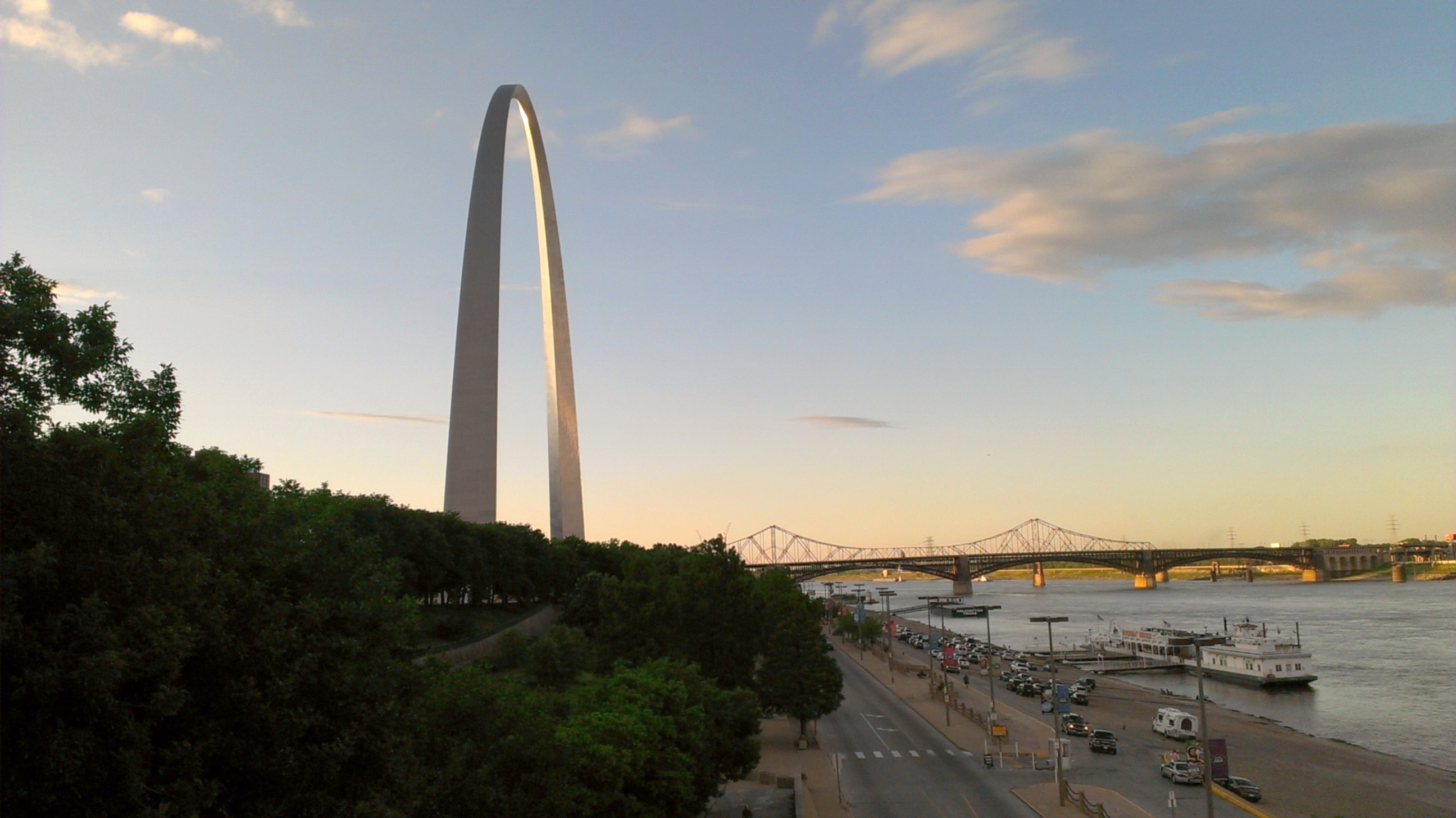
L'arche avec le fleuve Mississippi, le débarcadère et les ponts Eads et Martin Luther King en arrière-plan (2012).

En 1966, le monument reçoit un « prix spécial d'excellence » de l'American Institute of Steel Construction (en) pour être « une réalisation remarquable [en termes de] technologie et d'esthétique ». Le 9 février 1967, l'arche reçoit l’Outstanding Civil Engineering Achievement Award de l'American Society of Civil Engineers. L'arche figure en 1973 dans le classement officieux du magazine Travel + Leisure comme l'une des attractions les plus visitées dans le monde, après notamment le mausolée de Lénine, Disneyland et la tour Eiffel. Le 22 février 1990, l'arche reçoit le Twenty-five Year Award de l'American Institute of Architects (AIA) signifiant une réalisation durable « qui a résisté à l'épreuve du temps ». Elle est alors reconnue comme « un pont symbolique entre Orient et Occident, passé et futur, ingénierie et art » qui « incarne l'optimisme sans bornes d'une nation en pleine croissance ». En 2007, l'arche est classée 14e sur la liste America's Favorite Architecture (en) de l'AIA, après notamment l'Empire State Building, le Jefferson Memorial, le pont du Golden Gate ou le Chrysler Building mais devant l'Hotel del Coronado, le World Trade Center ou la Trinity Church.

## Symbolique et postérité
« La Gateway Arch comprend une symbolique significative simplement en se tenant là. Mais l'arche a une mission plus grande qu'être visuellement intéressante. Sa forme et sa taille monumentale suggèrent le mouvement à travers le temps et l'espace, et invitent à s'intéresser sur la complexe et fascinante histoire de notre expansion nationale. »

— Robert W. Duffy, St. Louis Post-Dispatch, 4 octobre 2003.

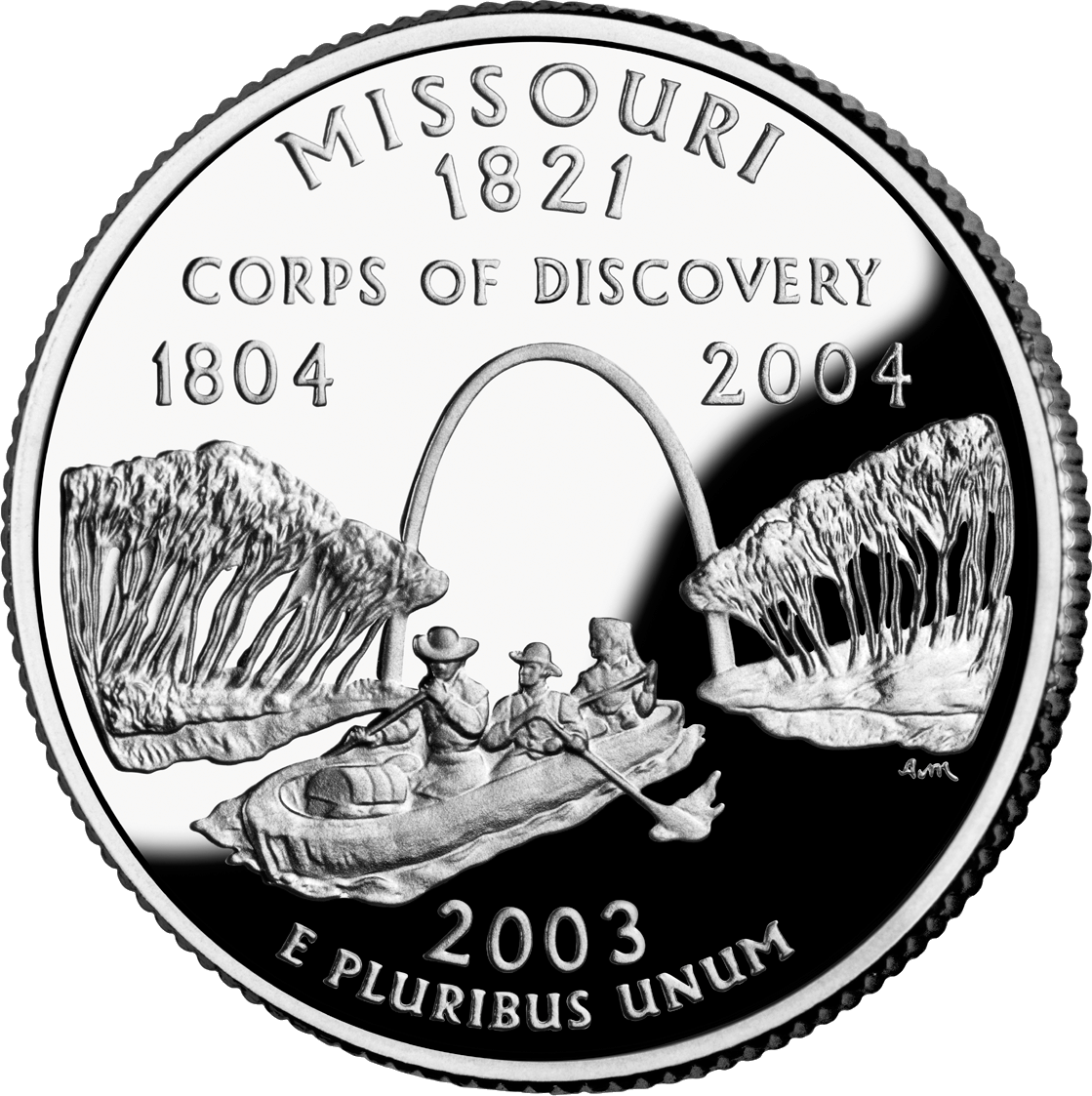
Revers du State Quarter du Missouri avec une représentation de la Gateway Arch et trois membres de l'expédition Lewis et Clark.

Construite comme un monument en hommage à la conquête de l'Ouest des États-Unis, l'arche symbolise « l'esprit pionnier des hommes et des femmes qui ont « gagné » l'Ouest […] ». L'arche est devenue le symbole emblématique de la ville de Saint-Louis, apparaissant dans de nombreuses parties de la culture de la ville, se substituant à la statue équestre Apothéose de Saint-Louis qui remplissait jusque-là ce rôle. En 1968, trois ans après l'ouverture du monument, l'annuaire téléphonique de Saint-Louis contient 65 sociétés avec le terme gateway dans leur nom et 17 avec arch. L'arche est également apparue sur les stations-service et certains restaurants. Dans les années 1970, une équipe sportive locale adopte même le nom de Fighting Arches (« Arches combattantes »). Entre 1995 et 1999, l'un des logotypes de la franchise de football américain des Rams de Saint-Louis contenait la Gateway Arch. Depuis 2008-2009, c'est également le cas pour l'un des logotypes alternatifs de la franchise de hockey sur glace des Blues de Saint-Louis. Le drapeau de Saint-Louis pour autant n'arbore pas le monument. Robert S. Chandler, un surintendant du NPS, a déclaré : « La plupart [des visiteurs] sont impressionnés par la taille et l'échelle de l'arche, mais ils ne comprennent pas ce dont il s'agit […] Trop de gens la considèrent comme juste un symbole de la ville de Saint-Louis ».
L'arche est également apparue comme un symbole de l'État du Missouri. Le 22 novembre 2002, au Capitole de l'État du Missouri, Lori Hauser Holden, l'épouse du gouverneur Bob Holden a révélé le dessin gagnant d'un concours pour la conception d'une pièce : le State Quarter de l'État. Conçue par l'aquarelliste Paul Jackson (en), le revers de la pièce représente des « membres de l'expédition Lewis et Clark pagayant sur une embarcation sur la rivière Missouri à son retour à Saint-Louis » avec l'arche comme toile de fond. Holden a déclaré que l'arche est « un symbole pour tout l'État […] Quatre millions de visiteurs visitent chaque année l'arche. [La pièce] aidera à la rendre encore plus aimée dans le monde entier ». Une plaque d'immatriculation spéciale conçue par Arnold Worldwide (en) met en vedette l'arche avec l'inscription Gateway to the West. Les bénéfices tirés de la vente de ces plaques financent le musée et d'autres composantes éducatives liées à l'arche.
En février 1997, le compositeur néerlandais Peter Schat est frappé par l'habileté de l'Orchestre symphonique de Saint-Louis alors que ce dernier joue une de ses compositions sous la direction d'Hans Vonk. Il demande à l'orchestre de produire « un équivalent musical à la monumentale Gateway Arch d'Eero Saarinen » sur la base d'une composition spéciale qu'il nomme Arch Music for St. Louis, Op. 44. Cette composition est jouée pour la première fois le 8 janvier 1999 au Powell Hall. En littérature, le poème de Paul Muldoon, The Stoic, se situe fictivement sous la Gateway Arch. Dans la série de jeux vidéo The Settlers, la Gateway Arch permet de se téléporter dans d'autres mondes. L'arche apparaît également dans la série télévisée Defiance. Cette série se déroule dans le futur et l'arche est utilisée comme le symbole de la ville de Defiance qui fut bâtie sur le site de Saint-Louis. Le site fait également l'objet de nombreuses visites architecturales.
Louchheim écrit que bien que l'arche « ait une simplicité qui devrait garantir sa résistance au temps », elle est tout à fait moderne grâce à sa conception innovante et ses considérations scientifiques. Dans The Dallas Morning News, le critique d'architecture David Dillon estime que l'arche n'existe pas seulement comme un édifice fonctionnel, mais comme un symbole de « l'optimisme sans fin américain ». Il considère plusieurs « humeurs » de l'arche : « réfléchissante à la lumière du soleil, douce […] dans la brume, effilée comme une ligne dessinée à un moment, chimérique le suivant » ; tout cela renouvèle l'émerveillement.